# Mistrovství světa v ledním hokeji 2016
80. mistrovství světa v ledním hokeji se konalo v roce 2016. Pořadatelskou zemí bylo Rusko a hrálo se ve městech Moskva a Petrohrad. Rozhodl o tom kongres Mezinárodní hokejové federace konaný 13. května 2011 v Bratislavě. Protikandidáti Dánsko a Ukrajina se kandidatury vzdali a odsunuli své plány na uspořádání turnaje na pozdější roky. MS v Moskvě se uskutečňuje pošesté (1957, 1973, 1979, 1986, 2007) a v Petrohradu podruhé (2000). Šampionát se konal v rámci oslav 70 let hokeje v Rusku.
Turnaje se účastnilo celkem 16 týmů, 14 nejlepších z minulého mistrovství a 2 postupující z minulého ročníku skupiny A divize 1 - Kazachstán a Maďarsko. Tato dvě mužstva nahradila týmy, které sestoupily na šampionátu konaném v roce 2015 v Česku. Prvním zápasem českého družstva bylo utkání s domácím Ruskem, které se uskutečnilo v den zahájení mistrovství 6. května.Turnaj vyhrála Kanada, která ve finále zvítězila nad Finskem 2:0. Třetí místo obsadilo domácí Rusko, když v zápase o bronz porazilo USA vysoce 7:2.

## Výběr pořadatelské země
O pořádání 80. ročníku Mistrovství světa v ledním hokeji v Rusku bylo rozhodnuto na základě hlasování kongresu Mezinárodní hokejové federace (IIHF) 13. května 2011 v Bratislavě. Jediným kandidátem bylo Rusko, protože Dánsko a Ukrajina stáhly své žádosti, kvůli podání žádostí v budoucích letech.
| Země     | Počet hlasů     |
| -------- | --------------- |
| Rusko    | Jediný kandidát |
| Ukrajina | Vzdalo se       |
| Dánsko   | Vzdalo se       |

## Stadiony
| Moskva                          | Moskva Petrohrad | Petrohrad                                    |
| VTB Ice Palace Kapacita: 12 100 | Moskva Petrohrad | Sportovní komplex Jubilejnyj Kapacita: 7 300 |
|                                 | Moskva Petrohrad |                                              |

## Soupisky

Na mapě jsou vyobrazeny země, které se účastní šampionátu. Hostitelská země (Rusko) je vyobrazena červeně. Hokejové týmy Maďarska a Kazachstánu jsou vyznačeny zeleně (jako postupující z nižší kategorie). Ostatní státy jsou vyobrazeny modře.

Každý národní tým musel mít družstvo složené z nejméně 17 hráčů (15 bruslařů a 2 brankářů) a nejvíce z 25 hráčů (22 bruslařů a 3 brankářů). Všechna zúčastněná mužstva musela skrze potvrzení svých příslušných národních asociací předložit potvrzenou soupisku nejdříve ředitelství IIHF, která ji následně schválila.

## Maskot
Maskotem šampionátu byl vesmírný pes Lajka, jenž byl oděný do barev ruské vlajky s hokejkou v ruce a pukem mířícím na bránu. Konkrétně se pak jednalo o plemeno Sibiřský husky, které v Rusku patřilo mezi nejrozšířenější a bylo využívané především pro lov. Maskot šampionátu byl vybrán společně zástupci Mezinárodní hokejové federace (IIHF) a Ruské hokejové federace (FHR). Vítězka návrhu získala odměnou ve výši 200 000 rublů (asi 95 000 českých korun). Konečný výběr se prováděl ze čtyř kandidátů. Odmítnutými se tak nakonec stali kocour Matros, samovar Dymok a ruský bohatýr.

## Rozhodčí

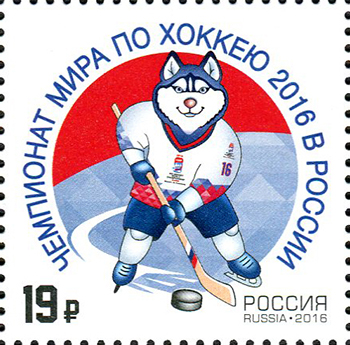
Maskot Lajka na poštovní známce.

Mezinárodní federace ledního hokeje nominovala na Mistrovství světa 16 hlavních rozhodčích a stejný počet čárových sudích.
| - Maxim Sidorenko - Brett Iverson - Martin Fraňo - Antonín Jeřábek - Stefan Fonselius - Aleksi Rantala - Daniel Piechaczek - Peter Gebei | - Roman Gofman - Konstantin Olenin - Tobias Wehrli - Marc Wiegand - Jozef Kubuš - Tobias Björk - Linus Ohlund - Timothy Mayer |

| - Nicolas Chartrand-Piché - Vít Lederer - Miroslav Lhotský - Pasi Nieminen - Sakari Suominen - Nikolaj Ponomarjow - Jon Kilian - Gleb Lazarev | - Alexandr Otmachov - Nicolas Fluri - Roman Kaderli - Peter Šefčík - Andreas Mälmqvist - Henrik Philblad - Fraser McIntyre - Judson Ritter |

## Herní systém
Šestnáct účastníků bylo rozděleno do dvou skupin po 8 týmech. V rámci skupiny se utkal každý s každým. Za vítězství v základní hrací době se udělovaly 3 body, za vítězství po prodloužení či samostatných nájezdech 2 body, za prohru po prodloužení či samostatných nájezdech 1 bod a za prohru v základní hrací době 0 bodů. Z každé skupiny postoupila čtveřice týmů s nejvyšším počtem bodů do čtvrtfinále playoff. Pro týmy na pátých až osmých místech ve skupinách turnaj skončil. Oba týmy z osmých míst automaticky sestoupily do 1. divize (neplatilo pro Francii a Německo, pořadatele MS 2017).

### Kritéria při rovnosti bodů v základních skupinách
Pokud získaly po konci základních skupin dva týmy stejný počet bodů, rozhodoval o postupujícím nebo o lépe nasazeném týmu pro čtvrtfinále výsledek jejich vzájemného zápasu. Pokud rovnost nastala mezi třemi nebo více týmy, postupovalo se podle následujících kritérií, dokud nezbyly dva týmy, mezi nimiž rozhodl výsledek ze vzájemného zápasu:
1. Body z minitabulky vzájemných zápasů
2. Brankový rozdíl z minitabulky vzájemných zápasů
3. Vyšší počet vstřelených branek v minitabulce vzájemných zápasů
4. Výsledky proti nejbližšímu nejvýše umístěnému týmu mimo týmy v minitabulce (pořadí kritérií: 1. body, 2. brankový rozdíl, 3. více vstřelených branek) vůči tomuto družstvu
5. Výsledky proti nejbližšímu druhému nejvýše umístěnému týmu mimo týmů v minitabulce (pořadí kritérií: 1. body, 2. brankový rozdíl, 3. více vstřelených branek) vůči tomuto družstvu
6. Postavení v žebříčku IIHF před startem mistrovství

V průběhu základních skupin, kdy by ještě nebyly sehrány všechny zápasy, rozhodovala v případě bodové rovnosti tato kritéria:
1. Nižší počet odehraných utkání
2. Brankový rozdíl
3. Vyšší počet vstřelených branek
4. Postavení v žebříčku IIHF před startem mistrovství

Čtvrtfinále bylo sehráno křížovým systémem (tj. 1. tým ze skupiny A proti 4. týmu ze skupiny B, 2. tým ze skupiny A proti 3. týmu ze skupiny B, 1. tým ze skupiny B proti 4. týmu ze skupiny A a 2. tým ze skupiny B proti 3. týmu ze skupiny A). Vítězové čtvrtfinále postoupili do semifinále, pro poražené čtvrtfinalisty turnaj skončil. V semifinále se dvojice utkaly v následujícím vzorci: vítěz utkání mezi 1A - 4B vs vítěz 2B - 3A, vítěz 1B - 4A vs vítěz 2A - 3B. Oba semifinálové zápasy se odehrály ve větší VTB Ice Palace. Vítězní semifinalisté postoupili do finále, kde se rozhodlo o držitelích zlatých a stříbrných medailí, zatímco poražení semifinalisté se střetli v zápase o bronzové medaile

#### Systém prodloužení v playoff
V případě vyrovnaného stavu i po šedesáti minutách čtvrtfinále, semifinále nebo zápasu o třetí místo se zápas prodlužoval o deset minut, a to po krátké tříminutové přestávce. V zápase o zlaté medaile by následovalo dvacetiminutové prodloužení, před kterým by proběhla patnáctiminutová přestávka s úpravou ledové plochy. Jestliže by během prodloužení ani jeden z týmů nedosáhl branky, na řadu by se dostaly samostatné nájezdy, které by určily vítěze utkání.

### Kritéria pro určení konečného pořadí týmů
Pořadí na prvních čtyřech místech určil výsledek finálového zápasu a utkání o bronz. O konečném umístění na 5. až 16. místě rozhodovala tato kritéria:
1. Vyšší postavení ve skupině
2. Vyšší počet bodů ve skupině
3. Lepší brankový rozdíl
4. Vyšší počet vstřelených branek
5. Postavení v žebříčku IIHF před startem mistrovství

Poznámka: Poražení čtvrtfinalisté zaujali automaticky 5. až 8. místo a byli seřazeni podle výsledků v základních skupinách dle kritérií uvedených výše.

## Legenda
Toto je seznam vysvětlivek použitých v souhrnech odehraných zápasů.
| - PH1 – Branka v přesilové hře (5 na 4) - PH2 – Branka v přesilové hře (5 na 3) - VO1 – Branka v oslabení (4 na 5) | - VO2 – Branka v oslabení (3 na 5) - SV – Gól při signalizovaném vyloučení - PB – Gól do prázdné branky | - PP – Gól při odvolání brankáře (power play) - ts. – Gól z trestného střílení - vla. – Vlastní gól | - TG – Technický gól |

## Základní skupiny
Všechny časy zápasů jsou uvedeny ve středoevropském letním čase (UTC +2).
Týmy byly do základních skupin rozděleny podle žebříčku IIHF po mistrovství světa v ledním hokeji 2015.
| Skupina A - Moskva | Skupina B - Petrohrad |
| ------------------ | --------------------- |
| Rusko (2)          | Kanada (1)            |
| Švédsko (3)        | Finsko (4)            |
| Česko (6)          | USA (5)               |
| Švýcarsko (7)      | Slovensko (8)         |
| Lotyšsko (10)      | Bělorusko (9)         |
| Norsko (11)        | Francie (12)          |
| Dánsko (15)        | Německo (13)          |
| Kazachstán (17)    | Maďarsko (19)         |

### Skupina A – Moskva

#### Tabulka
|  | Týmy postupující do čtvrtfinále |
|  | Tým sestupující do Divize 1     |

| Poř. | Tým        | Z | V | VP | PP | P | GV | GI | +/- | B  |
| ---- | ---------- | - | - | -- | -- | - | -- | -- | --- | -- |
| 1.   | Česko      | 7 | 5 | 1  | 1  | 0 | 27 | 12 | +15 | 18 |
| 2.   | Rusko      | 7 | 6 | 0  | 0  | 1 | 32 | 10 | +22 | 18 |
| 3.   | Švédsko    | 7 | 3 | 2  | 0  | 2 | 23 | 18 | +5  | 13 |
| 4.   | Dánsko     | 7 | 2 | 2  | 1  | 2 | 17 | 22 | −5  | 11 |
| 5.   | Norsko     | 7 | 2 | 1  | 0  | 4 | 13 | 22 | −9  | 8  |
| 6.   | Švýcarsko  | 7 | 1 | 1  | 3  | 2 | 20 | 26 | −6  | 8  |
| 7.   | Lotyšsko   | 7 | 1 | 0  | 3  | 3 | 13 | 22 | −9  | 6  |
| 8.   | Kazachstán | 7 | 0 | 1  | 0  | 6 | 15 | 28 | −13 | 2  |

#### Zápasy
| 6. května 2016 15:15 | Švédsko | 2 : 1 PP (1:0, 0:0, 0:1) PP (1:0) | Lotyšsko | VTB Ice Palace, Moskva Návštěvnost: 4 420 |  |

| Zpráva                                                           |                                                                  |             |                                           |                                                                                      |
| Jacob Markström                                                  | Jacob Markström                                                  | Brankáři    | Elvis Merzļikins                          | Rozhodčí: Stefan Fonselius Maxim Sidorenko Čároví: Fraser McIntyre Alexandr Otmachov |
| Ericsson (Backlund, Fransson) – 02:52 Nyquist (Wennberg) – 64:06 | Ericsson (Backlund, Fransson) – 02:52 Nyquist (Wennberg) – 64:06 | 1:0 1:1 2:1 | 52:29 – Sotnieks (Rēdlihs, Džeriņš) (PH1) | Rozhodčí: Stefan Fonselius Maxim Sidorenko Čároví: Fraser McIntyre Alexandr Otmachov |
| 10 min                                                           | 10 min                                                           | Tresty      | 10 min                                    | Rozhodčí: Stefan Fonselius Maxim Sidorenko Čároví: Fraser McIntyre Alexandr Otmachov |
| 44                                                               | 44                                                               | Střely      | 21                                        | Rozhodčí: Stefan Fonselius Maxim Sidorenko Čároví: Fraser McIntyre Alexandr Otmachov |

| 6. května 2016 19:15 | Česko | 3 : 0 (1:0, 1:0, 1:0) | Rusko | VTB Ice Palace, Moskva Návštěvnost: 9 693 |  |

| Zpráva | |             |                   |                                                                                 |
| Dominik Furch | Dominik Furch | Brankáři    | Sergej Bobrovskij | Rozhodčí: Daniel Piechaczek Tobias Wehrli Čároví: Pasi Nieminen Henrik Pihlblad |
| T. Kundrátek (J. Kovář, M. Kempný) – 14:48 R. Červenka (J. Jeřábek, D. Pastrňák) (PH1) – 20:48 M. Birner (PB) – 58:28 | T. Kundrátek (J. Kovář, M. Kempný) – 14:48 R. Červenka (J. Jeřábek, D. Pastrňák) (PH1) – 20:48 M. Birner (PB) – 58:28 | 1:0 2:0 3:0 |                   | Rozhodčí: Daniel Piechaczek Tobias Wehrli Čároví: Pasi Nieminen Henrik Pihlblad |
| 10 min | 10 min | Tresty      | 10 min            | Rozhodčí: Daniel Piechaczek Tobias Wehrli Čároví: Pasi Nieminen Henrik Pihlblad |
| 27 | 27 | Střely      | 25                | Rozhodčí: Daniel Piechaczek Tobias Wehrli Čároví: Pasi Nieminen Henrik Pihlblad |

| 7. května 2016 11:15 | Švýcarsko | 2 : 3 SN (1:0, 0:1, 1:1) PP (0:0) SN (0:1) | Kazachstán | VTB Ice Palace, Moskva Návštěvnost: 5 420 |  |

| Zpráva | |                                                        | |                                                                                  |
| Reto Berra | Reto Berra | Brankáři                                               | Vitalij Kolesnik | Rozhodčí: Roman Gofman Brett Iverson Čároví: Nicolas Chartrand-Piché Vít Lederer |
| S. Walser (R. Diaz, S. Andrighetto) – 14:56 D. Hollenstein (A. Ambühl, F. Du Bois) (PH1) – 52:01 Denis Hollenstein Lino Martschini Nino Niederreiter Lino Martschini | S. Walser (R. Diaz, S. Andrighetto) – 14:56 D. Hollenstein (A. Ambühl, F. Du Bois) (PH1) – 52:01 Denis Hollenstein Lino Martschini Nino Niederreiter Lino Martschini | 1:0 1:1 1:2 2:2 Samostatné nájezdy 1:0 1:1 2:1 2:2 2:3 | 30:57 – R. Savčenko (VO1) 50:30 – R. Starčenko (J. Rymarev) (PH1) Nigel Dawes Roman Starčenko Jevgenij Rymarev Nigel Dawes | Rozhodčí: Roman Gofman Brett Iverson Čároví: Nicolas Chartrand-Piché Vít Lederer |
| 6 min | 6 min | Tresty                                                 | 8 min | Rozhodčí: Roman Gofman Brett Iverson Čároví: Nicolas Chartrand-Piché Vít Lederer |
| 51 | 51 | Střely                                                 | 27 | Rozhodčí: Roman Gofman Brett Iverson Čároví: Nicolas Chartrand-Piché Vít Lederer |

| 7. května 2016 15:15 | Norsko | 0 : 3 (0:0, 0:2, 0:1) | Dánsko | VTB Ice Palace, Moskva Návštěvnost: 6 668 |  |

| Zpráva      |             |             | |                                                                               |
| Lars Haugen | Lars Haugen | Brankáři    | Sebastian Dahm | Rozhodčí: Stefan Fonselius Tobias Wehrli Čároví: Henrik Pihlblad Peter Šefčík |
|             |             | 0:1 0:2 0:3 | 21:06 – N. Jensen (F. Storm, M. Madsen) 34:12 – J. B. Jensen (L. Eller, D. Nielsen) 59:45 – N. Jensen (D. Nielsen) (PB) | Rozhodčí: Stefan Fonselius Tobias Wehrli Čároví: Henrik Pihlblad Peter Šefčík |
| 4 min       | 4 min       | Tresty      | 16 min | Rozhodčí: Stefan Fonselius Tobias Wehrli Čároví: Henrik Pihlblad Peter Šefčík |
| 44          | 44          | Střely      | 28 | Rozhodčí: Stefan Fonselius Tobias Wehrli Čároví: Henrik Pihlblad Peter Šefčík |

| 7. května 2016 19:15 | Lotyšsko | 3 : 4 SN (0:2, 1:0, 2:1) PP (0:0) SN (0:1) | Česko | VTB Ice Palace, Moskva Návštěvnost: 4 650 |  |

| Zpráva | |                                                | |                                                                                   |
| Edgars Masaļskis | Edgars Masaļskis | Brankáři                                       | Pavel Francouz | Rozhodčí: Jozef Kubuš Aleksi Rantala Čároví: Alexandr Otmachov Nikolaj Ponomarjow |
| R. Bukarts (A. Džeriņš, M. Rēdlihs) – 35:26 Z. Girgensons (R. Ābols, K. Daugaviņš) (PH1) – 48:20 Miķelis Rēdlihs (A. Džeriņš, R. Bukarts) – 57:41 Rodrigo Ābols Kaspars Daugaviņš Roberts Bukarts | R. Bukarts (A. Džeriņš, M. Rēdlihs) – 35:26 Z. Girgensons (R. Ābols, K. Daugaviņš) (PH1) – 48:20 Miķelis Rēdlihs (A. Džeriņš, R. Bukarts) – 57:41 Rodrigo Ābols Kaspars Daugaviņš Roberts Bukarts | 0:1 0:2 1:2 2:2 3:2 3:3 Samostatné nájezdy 0:1 | 03:33 – T. Plekanec (D. Pastrňák, R. Červenka) 06:23 – T. Plekanec (L. Kašpar, R. Červenka) (PH1) 59:01 – M. Řepík (J. Jeřábek, J. Kovář) (PP) Lukáš Kašpar Jan Kovář Petr Koukal | Rozhodčí: Jozef Kubuš Aleksi Rantala Čároví: Alexandr Otmachov Nikolaj Ponomarjow |
| 31 min | 31 min | Tresty                                         | 8 min | Rozhodčí: Jozef Kubuš Aleksi Rantala Čároví: Alexandr Otmachov Nikolaj Ponomarjow |
| 25 | 25 | Střely                                         | 39 | Rozhodčí: Jozef Kubuš Aleksi Rantala Čároví: Alexandr Otmachov Nikolaj Ponomarjow |

| 8. května 2016 11:15 | Kazachstán | 4 : 6 (3:3, 0:1, 1:2) | Rusko | VTB Ice Palace, Moskva Návštěvnost: 10 122 |  |

| Zpráva | |                                         | |                                                                        |
| Vitalij Kolesnik | Vitalij Kolesnik | Brankáři                                | Sergej Bobrovskij | Rozhodčí: Jozef Kubuš Maxim Sidorenko Čároví: Vít Lederer Peter Šefčík |
| D. Boyd (B. Bochenski, N. Dawes) (PH1) – 08:04 R. Starčenko (M. Chuďakov, J. Rymarev) – 09:02 J. Rymarev (R. Starčenko) (PH1) – 19:46 M. Semjonov (D. Boyd, N. Dawes) (PH1) – 41:00 | D. Boyd (B. Bochenski, N. Dawes) (PH1) – 08:04 R. Starčenko (M. Chuďakov, J. Rymarev) – 09:02 J. Rymarev (R. Starčenko) (PH1) – 19:46 M. Semjonov (D. Boyd, N. Dawes) (PH1) – 41:00 | 0:1 1:1 2:1 2:2 2:3 3:3 3:4 4:4 4:5 4:6 | 06:43 – J. Dadonov (V. Šipačov, A. Bělov) 09:21 – R. Ljubimov (S. Kalinin, S. Plotnikov) 11:11 – S. Mozjakin (J. Dadonov, V. Šipačov) (PH2) 38:02 – A. Bělov (P. Dacjuk, V. Antipin) (PH1) 43:57 – A. Bělov (M. Čudinov, S. Mozjakin) 48:38 – R. Ljubimov (A. Bělov, P. Dacjuk) (PH1) | Rozhodčí: Jozef Kubuš Maxim Sidorenko Čároví: Vít Lederer Peter Šefčík |
| 10 min | 10 min | Tresty                                  | 8 min | Rozhodčí: Jozef Kubuš Maxim Sidorenko Čároví: Vít Lederer Peter Šefčík |
| 19 | 19 | Střely                                  | 49 | Rozhodčí: Jozef Kubuš Maxim Sidorenko Čároví: Vít Lederer Peter Šefčík |

| 8. května 2016 15:15 | Norsko | 4 : 3 PP (1:1, 2:0, 0:2) PP (1:0) | Švýcarsko | VTB Ice Palace, Moskva Návštěvnost: 4 515 |  |

| Zpráva | |                             | |                                                                                       |
| Lars Volden | Lars Volden | Brankáři                    | Robert Mayer | Rozhodčí: Daniel Piechaczek Aleksi Rantala Čároví: Fraser McIntyre Nikolaj Ponomarjow |
| K. Olimb (M. Olimb, M. Zuccarello) (SV) – 14:07 M. Røymark (K. Forsberg) – 23:03 M. Olimb (K. Olimb, M. Rosseli Olsen) (PH1) – 38:03 A. Martinsen (M. Olimb, M. Trygg) (PH1) – 63:23 | K. Olimb (M. Olimb, M. Zuccarello) (SV) – 14:07 M. Røymark (K. Forsberg) – 23:03 M. Olimb (K. Olimb, M. Rosseli Olsen) (PH1) – 38:03 A. Martinsen (M. Olimb, M. Trygg) (PH1) – 63:23 | 0:1 1:1 2:1 3:1 3:2 3:3 4:3 | 02:27 – S. Walser (Y. Weber, L. Martschini) (PH1) 43:24 – S. Moser (R. Diaz, N. Niederreiter) 59:50 – F. Du Bois (R. Diaz, A. Ambühl) (PP) | Rozhodčí: Daniel Piechaczek Aleksi Rantala Čároví: Fraser McIntyre Nikolaj Ponomarjow |
| 8 min | 8 min | Tresty                      | 6 min | Rozhodčí: Daniel Piechaczek Aleksi Rantala Čároví: Fraser McIntyre Nikolaj Ponomarjow |
| 26 | 26 | Střely                      | 39 | Rozhodčí: Daniel Piechaczek Aleksi Rantala Čároví: Fraser McIntyre Nikolaj Ponomarjow |

| 8. května 2016 19:15 | Švédsko | 5 : 2 (0:1, 4:0: 1:1) | Dánsko | VTB Ice Palace, Moskva Návštěvnost: 5 385 |  |

| Zpráva | |                             |                                                                                                  |                                                                                    |
| Viktor Fasth | Viktor Fasth | Brankáři                    | Sebastian Dahm                                                                                   | Rozhodčí: Roman Gofman Brett Iverson Čároví: Nicolas Chartrand-Piché Pasi Nieminen |
| R. Rosén (O. Fantenberg, M. Ritola) – 27:03 M. Backlund (J. Ericsson, L. Omark) (PH1) – 28:30 M. Nygren (L. Omark, J. Sundström) (PH2) – 37:06 M. Backlund (J. Ericsson, L. Omark) (PH1) – 39:00 G. Nyquist (PH1) – 49:35 | R. Rosén (O. Fantenberg, M. Ritola) – 27:03 M. Backlund (J. Ericsson, L. Omark) (PH1) – 28:30 M. Nygren (L. Omark, J. Sundström) (PH2) – 37:06 M. Backlund (J. Ericsson, L. Omark) (PH1) – 39:00 G. Nyquist (PH1) – 49:35 | 0:1 1:1 2:1 3:1 4:1 5:1 5:2 | 15:05 – N. Ehlers (J. Jensen, L. Eller) (PH1) 59:54 – J. Jensen (P. Bjorkstrand, M. Christensen) | Rozhodčí: Roman Gofman Brett Iverson Čároví: Nicolas Chartrand-Piché Pasi Nieminen |
| 10 min | 10 min | Tresty                      | 16 min                                                                                           | Rozhodčí: Roman Gofman Brett Iverson Čároví: Nicolas Chartrand-Piché Pasi Nieminen |
| 42 | 42 | Střely                      | 25                                                                                               | Rozhodčí: Roman Gofman Brett Iverson Čároví: Nicolas Chartrand-Piché Pasi Nieminen |

| 9. května 2016 15:15 | Lotyšsko | 0 : 4 (0:0, 0:2, 0:2) | Rusko | VTB Ice Palace, Moskva Návštěvnost: 10 440 |  |

| Zpráva           |                  |                 | |                                                                                |
| Elvis Merzļikins | Elvis Merzļikins | Brankáři        | Sergej Bobrovskij | Rozhodčí: Stefan Fonselius Tobias Wehrli Čároví: Pasi Nieminen Henrik Pihlblad |
|                  |                  | 0:1 0:2 0:3 0:4 | 20:29 – A. Panarin (P. Dacjuk) 27:34 – J. Dadonov (V. Šipačov, A. Panarin) 47:02 – Shipachyov (A. Panarin, J. Dadonov) 57:30 – A. Panarin (M. Čudinov, V. Šipačov) (PH1) | Rozhodčí: Stefan Fonselius Tobias Wehrli Čároví: Pasi Nieminen Henrik Pihlblad |
| 8 min            | 8 min            | Tresty          | 35 min | Rozhodčí: Stefan Fonselius Tobias Wehrli Čároví: Pasi Nieminen Henrik Pihlblad |
| 27               | 27               | Střely          | 37 | Rozhodčí: Stefan Fonselius Tobias Wehrli Čároví: Pasi Nieminen Henrik Pihlblad |

| 9. května 2016 19:15 | Švédsko | 2 : 4 (2:0, 0:3, 0:1) | Česko | VTB Ice Palace, Moskva Návštěvnost: 7 780 |  |

| Zpráva                                                                                     |                                                                                            |                         | |                                                                                       |
| Jacob Markström                                                                            | Jacob Markström                                                                            | Brankáři                | Pavel Francouz | Rozhodčí: Daniel Piechaczek Maxim Sidorenko Čároví: Fraser McIntyre Alexandr Otmachov |
| r. Rosén (E. Gustafsson, A. Wennberg) (PH1) – 09:15 M. Lundberg (M. Sjögren) (VO1) – 19:52 | r. Rosén (E. Gustafsson, A. Wennberg) (PH1) – 09:15 M. Lundberg (M. Sjögren) (VO1) – 19:52 | 1:0 2:0 2:1 2:2 2:3 2:4 | 26:45 – D. Pastrňák (R. Červenka, J. Jeřábek) 33:38 – J. Kovář (J. Jeřábek, M. Birner) 37:59 – M. Birner (VO1) 54:32 – Birner | Rozhodčí: Daniel Piechaczek Maxim Sidorenko Čároví: Fraser McIntyre Alexandr Otmachov |
| 4 min                                                                                      | 4 min                                                                                      | Tresty                  | 6 min | Rozhodčí: Daniel Piechaczek Maxim Sidorenko Čároví: Fraser McIntyre Alexandr Otmachov |
| 28                                                                                         | 28                                                                                         | Střely                  | 33 | Rozhodčí: Daniel Piechaczek Maxim Sidorenko Čároví: Fraser McIntyre Alexandr Otmachov |

| 10. května 2016 15:15 | Švýcarsko | 3 : 2 PP (0:2, 0:0, 2:0) PP (1:0) | Dánsko | VTB Ice Palace, Moskva Návštěvnost: 5 962 |  |

| Zpráva | |                     |                                                                                              |                                                                                               |
| Reto Berra | Reto Berra | Brankáři            | Sebastian Dahm                                                                               | Rozhodčí: Antonín Jeřábek Konstantin Olenin Čároví: Nicolas Chartrand-Piché Alexandr Otmachov |
| Y. Weber (S. Moser, N. Niederreiter) – 49:42 N. Niederreiter (S. Moser, R. Diaz) – 57:58 E. Blum (A. Ambühl) – 64:08 | Y. Weber (S. Moser, N. Niederreiter) – 49:42 N. Niederreiter (S. Moser, R. Diaz) – 57:58 E. Blum (A. Ambühl) – 64:08 | 0:1 0:2 1:2 2:2 3:2 | 07:08 – F. Storm (D. Nielsen, N. Jensen) (PH1) 18:54 – N. Ehlers (L. Eller, J. Hansen) (PH1) | Rozhodčí: Antonín Jeřábek Konstantin Olenin Čároví: Nicolas Chartrand-Piché Alexandr Otmachov |
| 16 min | 16 min | Tresty              | 12 min                                                                                       | Rozhodčí: Antonín Jeřábek Konstantin Olenin Čároví: Nicolas Chartrand-Piché Alexandr Otmachov |
| 42 | 42 | Střely              | 28                                                                                           | Rozhodčí: Antonín Jeřábek Konstantin Olenin Čároví: Nicolas Chartrand-Piché Alexandr Otmachov |

| 10. května 2016 19:15 | Kazachstán | 2 : 4 (1:1, 1:2, 0:1) | Norsko | VTB Ice Palace, Moskva Návštěvnost: 7 384 |  |

| Zpráva                                                                                        |                                                                                               |                         | |                                                                                 |
| Vitalij Kolesnik                                                                              | Vitalij Kolesnik                                                                              | Brankáři                | Lars Haugen | Rozhodčí: Timothy Mayer Linus Ohlund Čároví: Henrik Pihlblad Nikolaj Ponomarjow |
| N. Dawes (D. Boyd, M. Semjonov) (PH1) – 07:00 B. Bochenski (R. Savčenko, Dawes) (PH1) – 35:47 | N. Dawes (D. Boyd, M. Semjonov) (PH1) – 07:00 B. Bochenski (R. Savčenko, Dawes) (PH1) – 35:47 | 0:1 1:1 1:2 2:2 2:3 2:4 | 03:24 – J. Johannessen (K. Forsberg) 33:04 – K. Olimb (M. Rosseli Olsen, M. Nørstebø) 38:17 – M. Olimb (K. Olimb, J. Holøs) 57:37 – M. Zuccarello (L. Haugen) (PB) | Rozhodčí: Timothy Mayer Linus Ohlund Čároví: Henrik Pihlblad Nikolaj Ponomarjow |
| 18 min                                                                                        | 18 min                                                                                        | Tresty                  | 12 min | Rozhodčí: Timothy Mayer Linus Ohlund Čároví: Henrik Pihlblad Nikolaj Ponomarjow |
| 19                                                                                            | 19                                                                                            | Střely                  | 43 | Rozhodčí: Timothy Mayer Linus Ohlund Čároví: Henrik Pihlblad Nikolaj Ponomarjow |

| 11. května 2016 15:15 | Švýcarsko | 5 : 4 (0:0, 3:3, 2:1) | Lotyšsko | VTB Ice Palace, Moskva Návštěvnost: 5 692 |  |

| Zpráva | |                                     | |                                                                           |
| Reto Berra | Reto Berra | Brankáři                            | Edgars Masaļskis | Rozhodčí: Timothy Mayer Maxim Sidorenko Čároví: Vít Lederer Pasi Nieminen |
| N. Niederreiter (S. Andrighetto, R. Diaz) (PH1) – 23:33 N. Niederreiter (F. Du Bois, R. Diaz) (PH1) – 26:06 G. Hofmann (S. Andrighetto, R. Schäppi) – 28:30 S. Andrighetto (P. Geering) – 45:56 E. Blum – 58:31 | N. Niederreiter (S. Andrighetto, R. Diaz) (PH1) – 23:33 N. Niederreiter (F. Du Bois, R. Diaz) (PH1) – 26:06 G. Hofmann (S. Andrighetto, R. Schäppi) – 28:30 S. Andrighetto (P. Geering) – 45:56 E. Blum – 58:31 | 1:0 2:0 3:0 3:1 3:2 3:3 4:3 4:4 5:4 | 33:24 – M. Rēdlihs (K. Sotnieks, O. Cibuļskis) (PH1) 37:23 – M. Rēdlihs (K. Sotnieks, O. Cibuļskis) (PH1) 38:36 – R. Ķēniņš 46:22 – A. Širokovs (G. Galviņš, K. Daugaviņš) | Rozhodčí: Timothy Mayer Maxim Sidorenko Čároví: Vít Lederer Pasi Nieminen |
| 10 min | 10 min | Tresty                              | 22 min | Rozhodčí: Timothy Mayer Maxim Sidorenko Čároví: Vít Lederer Pasi Nieminen |
| 31 | 31 | Střely                              | 17 | Rozhodčí: Timothy Mayer Maxim Sidorenko Čároví: Vít Lederer Pasi Nieminen |

| 11. května 2016 19:15 | Švédsko | 7 : 3 (3:1, 3:0, 1:2) | Kazachstán | VTB Ice Palace, Moskva Návštěvnost: 8 729 |  |

| Zpráva | |                                         | |                                                                                  |
| Viktor Fasth | Viktor Fasth | Brankáři                                | Vitali Kolesnik (od 25. min. Pavel Polujektov)                                                                   | Rozhodčí: Antonín Jeřábek Konstantin Olenin Čároví: Fraser McIntyre Peter Šefčík |
| M. Backlund (L. Omark, O. Fantenberg) – 12:20 L. Klasen (G. Nyquist, A. Wennberg) – 15:11 A. Larsson (J. Norman) – 16:15 G. Nyquist (A. Wennberg, L. Klasen) (PH1) – 24:25 G. Nyquist (L. Omark, J. Ericsson) – 28:51 A. Wennberg (VO1) – 30:42 G. Nyquist (J. Fransson, A. Wennberg) (VO1) – 54:02 | M. Backlund (L. Omark, O. Fantenberg) – 12:20 L. Klasen (G. Nyquist, A. Wennberg) – 15:11 A. Larsson (J. Norman) – 16:15 G. Nyquist (A. Wennberg, L. Klasen) (PH1) – 24:25 G. Nyquist (L. Omark, J. Ericsson) – 28:51 A. Wennberg (VO1) – 30:42 G. Nyquist (J. Fransson, A. Wennberg) (VO1) – 54:02 | 1:0 2:0 3:0 3:1 4:1 5:1 6:1 6:2 6:3 7:3 | 19:59 – D. Boyd (N. Dawes) (PH1) 46:49 – V. Markelov (Puškarjov, Solarjov) 47:57 – Savčenko (Rjmarev, Poluektov) | Rozhodčí: Antonín Jeřábek Konstantin Olenin Čároví: Fraser McIntyre Peter Šefčík |
| 14 min | 14 min | Tresty                                  | 8 min | Rozhodčí: Antonín Jeřábek Konstantin Olenin Čároví: Fraser McIntyre Peter Šefčík |
| 46 | 46 | Střely                                  | 26 | Rozhodčí: Antonín Jeřábek Konstantin Olenin Čároví: Fraser McIntyre Peter Šefčík |

| 12. května 2016 15:15 | Česko | 7 : 0 (3:0, 4:0, 0:0) | Norsko | VTB Ice Palace, Moskva Návštěvnost: 5 124 |  |

| Zpráva | |                             |                                       |                                                                                       |
| Dominik Furch | Dominik Furch | Brankáři                    | Lars Volden (od 29. min. Lars Haugen) | Rozhodčí: Tobias Björk Marc Wegand Čároví: Nicolas Chartrand-Piché Nikolaj Ponomarjow |
| R. Červenka (D. Pastrňák, T. Kundrátek) – 05:11 T. Zohorna – 09:33 R. Kousal – 19:45 L. Kašpar (T. Kundrátek) – 22:10 R. Šimek (M. Birner) – 28:37 M. Řepík (J. Jeřábek, J. Kovář) – 34:53 L. Kašpar (T. Zohorna, M. Doudera) (PH1) – 39:09 | R. Červenka (D. Pastrňák, T. Kundrátek) – 05:11 T. Zohorna – 09:33 R. Kousal – 19:45 L. Kašpar (T. Kundrátek) – 22:10 R. Šimek (M. Birner) – 28:37 M. Řepík (J. Jeřábek, J. Kovář) – 34:53 L. Kašpar (T. Zohorna, M. Doudera) (PH1) – 39:09 | 1:0 2:0 3:0 4:0 5:0 6:0 7:0 |                                       | Rozhodčí: Tobias Björk Marc Wegand Čároví: Nicolas Chartrand-Piché Nikolaj Ponomarjow |
| 20 min | 20 min | Tresty                      | 12 min                                | Rozhodčí: Tobias Björk Marc Wegand Čároví: Nicolas Chartrand-Piché Nikolaj Ponomarjow |
| 33 | 33 | Střely                      | 26                                    | Rozhodčí: Tobias Björk Marc Wegand Čároví: Nicolas Chartrand-Piché Nikolaj Ponomarjow |

| 12. května 2016 19:15 | Rusko | 10 : 1 (3:0, 4:1, 3:0) | Dánsko | VTB Ice Palace, Moskva Návštěvnost: 11 022 |  |

| Zpráva | |                                              |                                         |                                                                         |
| Sergej Bobrovskij (od 47. min. Ilja Sorokin) | Sergej Bobrovskij (od 47. min. Ilja Sorokin) | Brankáři                                     | Simon Nielsen                           | Rozhodčí: Martin Fraňo Linus Ohlund Čároví: Vít Lederer Henrik Pihlblad |
| A. Marčenko (J. Dadonov, N. Zajcev) – 02:38 M. Čudinov (V. Šipačov, A. Panarin) (PH1) – 12:45 N. Zajcev (A. Burmistrov) – 13:06 S. Mozjakin (P. Dacjuk, R. Ljubimov) (PH1) – 30:43 S. Mozjakin (P. Dacjuk, A. Bělov) – 33:42 S. Širokov (V. Vojnov) – 33:52 J. Dadonov (V. Šipačov, A. Panarin) – 37:37 V. Šipačov (J. Dadonov, A. Panarin) (PH1) – 41:50 V. Šipačov (A. Panarin, J. Dadonov) – 44:38 A. Panarin (V. Vojnov, V. Šipačov) (PH1) – 55:31 | A. Marčenko (J. Dadonov, N. Zajcev) – 02:38 M. Čudinov (V. Šipačov, A. Panarin) (PH1) – 12:45 N. Zajcev (A. Burmistrov) – 13:06 S. Mozjakin (P. Dacjuk, R. Ljubimov) (PH1) – 30:43 S. Mozjakin (P. Dacjuk, A. Bělov) – 33:42 S. Širokov (V. Vojnov) – 33:52 J. Dadonov (V. Šipačov, A. Panarin) – 37:37 V. Šipačov (J. Dadonov, A. Panarin) (PH1) – 41:50 V. Šipačov (A. Panarin, J. Dadonov) – 44:38 A. Panarin (V. Vojnov, V. Šipačov) (PH1) – 55:31 | 1:0 2:0 3:0 3:1 4:1 5:1 6:1 7:1 8:1 9:1 10:1 | 29:56 – J. Hansen (N. Ehlers, L. Eller) | Rozhodčí: Martin Fraňo Linus Ohlund Čároví: Vít Lederer Henrik Pihlblad |
| 6 min | 6 min | Tresty                                       | 16 min                                  | Rozhodčí: Martin Fraňo Linus Ohlund Čároví: Vít Lederer Henrik Pihlblad |
| 41 | 41 | Střely                                       | 17                                      | Rozhodčí: Martin Fraňo Linus Ohlund Čároví: Vít Lederer Henrik Pihlblad |

| 13. května 2016 15:15 | Česko | 3 : 1 (1:0, 0:0, 2:1) | Kazachstán | VTB Ice Palace, Moskva Návštěvnost: 8 234 |  |

| Zpráva | |                 |                                          |                                                                        |
| Pavel Francouz | Pavel Francouz | Brankáři        | Vitalij Kolesnik                         | Rozhodčí: Peter Gebei Timothy Mayer Čároví: Pasi Nieminen Peter Šefčík |
| T. Plekanec (D. Pastrňák, R. Červenka) – 06:55 T. Plekanec (D. Pastrňák) – 42:51 R. Kousal (M. Birner, M. Řepík) (PB) – 58:51 | T. Plekanec (D. Pastrňák, R. Červenka) – 06:55 T. Plekanec (D. Pastrňák) – 42:51 R. Kousal (M. Birner, M. Řepík) (PB) – 58:51 | 1:0 2:0 2:1 3:1 | 55:30 – N. Dawes (D. Boyd, V. Trjasunov) | Rozhodčí: Peter Gebei Timothy Mayer Čároví: Pasi Nieminen Peter Šefčík |
| 8 min | 8 min | Tresty          | 6 min                                    | Rozhodčí: Peter Gebei Timothy Mayer Čároví: Pasi Nieminen Peter Šefčík |
| 36 | 36 | Střely          | 20                                       | Rozhodčí: Peter Gebei Timothy Mayer Čároví: Pasi Nieminen Peter Šefčík |

| 13. května 2016 19:15 | Dánsko | 3 : 2 SN (1:1, 1:1, 0:0) PP (0:0) SN (1:0) | Lotyšsko | VTB Ice Palace, Moskva Návštěvnost: 7 788 |  |

| Zpráva | |                                                    | |                                                                               |
| Sebastian Dahm | Sebastian Dahm | Brankáři                                           | Elvis Merzļikins | Rozhodčí: Linus Ohlund Marc Wiegand Čároví: Fraser McIntyre Alexandr Otmachov |
| N. Jensen (M. Madsen, M. Green) (PP) – 11:57 M. Poulsen (M. Bødker, M. Green) – 28:28 Lars Eller Nikolaj Ehlers Nicklas Jensen | N. Jensen (M. Madsen, M. Green) (PP) – 11:57 M. Poulsen (M. Bødker, M. Green) – 28:28 Lars Eller Nikolaj Ehlers Nicklas Jensen | 1:0 1:1 1:2 2:2 Samostatné nájezdy 0:0 1:0 1:1 2:1 | 17:45 – A. Džeriņš (R. Bukarts, O. Cibuļskis) (PH1) 21:57 – K. Daugaviņš (R. Bukarts, A. Džeriņš) (PH1) Andris Džeriņš Miks Indrašis Kaspars Daugaviņš | Rozhodčí: Linus Ohlund Marc Wiegand Čároví: Fraser McIntyre Alexandr Otmachov |
| 10 min | 10 min | Tresty                                             | 33 min | Rozhodčí: Linus Ohlund Marc Wiegand Čároví: Fraser McIntyre Alexandr Otmachov |
| 36 | 36 | Střely                                             | 32 | Rozhodčí: Linus Ohlund Marc Wiegand Čároví: Fraser McIntyre Alexandr Otmachov |

| 14. května 2016 11:15 | Norsko | 2 : 3 (0:0, 0:1, 2:2) | Švédsko | VTB Ice Palace, Moskva Návštěvnost: 6 221 |  |

| Zpráva                                                                                     |                                                                                            |                     | |                                                                                  |
| Lars Haugen                                                                                | Lars Haugen                                                                                | Brankáři            | Jacob Markström | Rozhodčí: Péter Gebei Timothy Mayer Čároví: Alexandr Otmachov Nikolaj Ponomarjow |
| M. Olsen (M. Olimb, J. Johannessen) – 43:41 A. Martinsen (J. Holøs, M. Olimb) (PP) – 58:02 | M. Olsen (M. Olimb, J. Johannessen) – 43:41 A. Martinsen (J. Holøs, M. Olimb) (PP) – 58:02 | 0:1 0:2 1:2 1:3 2:3 | 20:56 – G. Nyquist 42:43 – M. Lundberg (J. Fransson, M. Sjögren) (VP1) 51:47 – R. Rosén (E. Gustafsson, A. Wennberg) (PH1) | Rozhodčí: Péter Gebei Timothy Mayer Čároví: Alexandr Otmachov Nikolaj Ponomarjow |
| 12 min                                                                                     | 12 min                                                                                     | Tresty              | 10 min | Rozhodčí: Péter Gebei Timothy Mayer Čároví: Alexandr Otmachov Nikolaj Ponomarjow |
| 25                                                                                         | 25                                                                                         | Střely              | 35 | Rozhodčí: Péter Gebei Timothy Mayer Čároví: Alexandr Otmachov Nikolaj Ponomarjow |

| 14. května 2016 15:15 | Rusko | 5 : 1 (1:0, 1:0, 3:1) | Švýcarsko | VTB Ice Palace, Moskva Návštěvnost: 11 222 |  |

| Zpráva | |                         |                                              |                                                                               |
| Sergej Bobrovskij | Sergej Bobrovskij | Brankáři                | Reto Berra                                   | Rozhodčí: Antonín Jeřábek Aleksi Rantala Čároví: Fraser McIntyre Peter Šefčík |
| I. Tělegin (R. Ljubimov) – 05:13 J. Kuzněcov (A. Ovečkin) – 28:40 I. Tělegin (R. Ljubimov) – 48:50 S. Širokov (N. Zajcev) – 55:20 S. Mozjakin (P. Dacjuk, S. Sannikov) – 59:43 | I. Tělegin (R. Ljubimov) – 05:13 J. Kuzněcov (A. Ovečkin) – 28:40 I. Tělegin (R. Ljubimov) – 48:50 S. Širokov (N. Zajcev) – 55:20 S. Mozjakin (P. Dacjuk, S. Sannikov) – 59:43 | 1:0 2:0 3:0 4:0 4:1 5:1 | 58:44 – S. Moser (Y. Weber, N. Niederreiter) | Rozhodčí: Antonín Jeřábek Aleksi Rantala Čároví: Fraser McIntyre Peter Šefčík |
| 6 min | 6 min | Tresty                  | 26 min                                       | Rozhodčí: Antonín Jeřábek Aleksi Rantala Čároví: Fraser McIntyre Peter Šefčík |
| 38 | 38 | Střely                  | 35                                           | Rozhodčí: Antonín Jeřábek Aleksi Rantala Čároví: Fraser McIntyre Peter Šefčík |

| 14. května 2016 19:15 | Kazachstán | 1 : 2 (1:0, 0:1, 0:1) | Lotyšsko | VTB Ice Palace, Moskva Návštěvnost: 7 305 |  |

| Zpráva            |                   |             |                                                                       |                                                                                 |
| Vitalij Kolesnik  | Vitalij Kolesnik  | Brankáři    | Elvis Merzļikins                                                      | Rozhodčí: Tobias Björk Martin Fraňo Čároví: Nicolas Chartrand-Piché Vít Lederer |
| N. Ivanov – 04:37 | N. Ivanov – 04:37 | 1:0 1:1 1:2 | 35:14 – K. Daugaviņš 54:49 – M. Bičevskis (M. Indrašis, O. Cibuļskis) | Rozhodčí: Tobias Björk Martin Fraňo Čároví: Nicolas Chartrand-Piché Vít Lederer |
| 10 min            | 10 min            | Tresty      | 4 min                                                                 | Rozhodčí: Tobias Björk Martin Fraňo Čároví: Nicolas Chartrand-Piché Vít Lederer |
| 20                | 20                | Střely      | 38                                                                    | Rozhodčí: Tobias Björk Martin Fraňo Čároví: Nicolas Chartrand-Piché Vít Lederer |

| 15. května 2016 15:15 | Dánsko | 2 : 1 SN (0:0, 0:1, 1:0) PP (0:0) SN (1:0) | Česko | VTB Ice Palace, Moskva Návštěvnost: 8 107 |  |

| Zpráva                                                                                 |                                                                                        |                                            |                                                             |                                                                                       |
| Sebastian Dahm                                                                         | Sebastian Dahm                                                                         | Brankáři                                   | Dominik Furch                                               | Rozhodčí: Tobias Björk Aleksi Rantala Čároví: Nicolas Chartrand-Piché Henrik Pihlblad |
| M. Madsen (F. Storm, N. Jensen) (PH1) – 43:10 Lars Eller Nikolaj Ehlers Nicklas Jensen | M. Madsen (F. Storm, N. Jensen) (PH1) – 43:10 Lars Eller Nikolaj Ehlers Nicklas Jensen | 0:1 1:1 Samostatné nájezdy 1:0 1:1 2:1 3:1 | 24:09 – T. Plekanec (R. Červenka) Lukáš Kašpar Michal Řepík | Rozhodčí: Tobias Björk Aleksi Rantala Čároví: Nicolas Chartrand-Piché Henrik Pihlblad |
| 2 min                                                                                  | 2 min                                                                                  | Tresty                                     | 18 min                                                      | Rozhodčí: Tobias Björk Aleksi Rantala Čároví: Nicolas Chartrand-Piché Henrik Pihlblad |
| 21                                                                                     | 21                                                                                     | Střely                                     | 41                                                          | Rozhodčí: Tobias Björk Aleksi Rantala Čároví: Nicolas Chartrand-Piché Henrik Pihlblad |

| 15. května 2016 19:15 | Švýcarsko | 2 : 3 SN (1:0, 0:1, 1:1) PP (0:0) SN (0:1) | Švédsko | VTB Ice Palace, Moskva Návštěvnost: 8 214 |  |

| Zpráva | |                                                | |                                                                                   |
| Reto Berra | Reto Berra | Brankáři                                       | Jacob Markström | Rozhodčí: Stefan Fonselius Brett Iverson Čároví: Pasi Nieminen Nikolaj Ponomarjow |
| S. Andrighetto (N. Schneeberger) – 18:21 D. Hollenstein (E. Blum, A. Ambühl) (PH1) – 44:58 Denis Hollenstein Sven Andrighetto Nino Niederreiter Nino Niederreiter | S. Andrighetto (N. Schneeberger) – 18:21 D. Hollenstein (E. Blum, A. Ambühl) (PH1) – 44:58 Denis Hollenstein Sven Andrighetto Nino Niederreiter Nino Niederreiter | 1:0 1:1 2:1 2:2 Samostatné nájezdy 1:0 1:1 1:2 | 31:12 – J. Sundström (L. Omark, M. Nygren) (PP) 50:02 – G. Nyquist (A. Larsson, R. Rosén) (PH1) André Burakovsky Linus Klasen Linus Omark André Burakovsky | Rozhodčí: Stefan Fonselius Brett Iverson Čároví: Pasi Nieminen Nikolaj Ponomarjow |
| 18 min | 18 min | Tresty                                         | 16 min | Rozhodčí: Stefan Fonselius Brett Iverson Čároví: Pasi Nieminen Nikolaj Ponomarjow |
| 29 | 29 | Střely                                         | 36 | Rozhodčí: Stefan Fonselius Brett Iverson Čároví: Pasi Nieminen Nikolaj Ponomarjow |

| 16. května 2016 15:15 | Rusko | 3 : 0 (0:0, 1:0, 2:0) | Norsko | VTB Ice Palace, Moskva Návštěvnost: 12 116 |  |

| Zpráva | |             |                |                                                                                |
| Ilja Sorokin | Ilja Sorokin | Brankáři    | Steffen Søberg | Rozhodčí: Tobias Björk Daniel Piechaczek Čároví: Pasi Nieminen Henrik Pihlblad |
| I. Tělegin (D. Orlov, S. Kalinin) – 22:09 A. Panarin (V. Šipačov) – 37:52 R. Ljubimov (A. Jemelin, D. Orlov) – 42:31 | I. Tělegin (D. Orlov, S. Kalinin) – 22:09 A. Panarin (V. Šipačov) – 37:52 R. Ljubimov (A. Jemelin, D. Orlov) – 42:31 | 1:0 2:0 3:0 |                | Rozhodčí: Tobias Björk Daniel Piechaczek Čároví: Pasi Nieminen Henrik Pihlblad |
| 6 min | 6 min | Tresty      | 8 min          | Rozhodčí: Tobias Björk Daniel Piechaczek Čároví: Pasi Nieminen Henrik Pihlblad |
| 28 | 28 | Střely      | 27             | Rozhodčí: Tobias Björk Daniel Piechaczek Čároví: Pasi Nieminen Henrik Pihlblad |

| 16. května 2016 19:15 | Dánsko | 4 : 1 (3:0, 1:1, 0:0) | Kazachstán | VTB Ice Palace, Moskva Návštěvnost: 7 097 |  |

| Zpráva | |                     |                                               |                                                                    |
| Sebastian Dahm | Sebastian Dahm | Brankáři            | Pavel Polujektov (od 21. min. Dmitrij Malgin) | Rozhodčí: Péter Gebei Jozef Kubuš Čároví: Vit Lederer Peter Šefčík |
| M. Lauridsen (L. Eller, J. Hansen) (PH1) – 08:56 Hansen (F. Storm) (PH1) – 16:46 N. Jensen (F. Storm) (PH1) – 17:50 N. Ehlers (M. Lauridsen) (PH1) – 29:53 | M. Lauridsen (L. Eller, J. Hansen) (PH1) – 08:56 Hansen (F. Storm) (PH1) – 16:46 N. Jensen (F. Storm) (PH1) – 17:50 N. Ehlers (M. Lauridsen) (PH1) – 29:53 | 1:0 2:0 3:0 3:1 4:1 | 23:57 – N. Dawes (B. Bochenski, A. Lipin)     | Rozhodčí: Péter Gebei Jozef Kubuš Čároví: Vit Lederer Peter Šefčík |
| 2 min | 2 min | Tresty              | 12 min                                        | Rozhodčí: Péter Gebei Jozef Kubuš Čároví: Vit Lederer Peter Šefčík |
| 36 | 36 | Střely              | 19                                            | Rozhodčí: Péter Gebei Jozef Kubuš Čároví: Vit Lederer Peter Šefčík |

| 17. května 2016 11:15 | Česko | 5 : 4 (1:1, 1:0, 3:3) | Švýcarsko | VTB Ice Palace, Moskva Návštěvnost: 7 101 |  |

| Zpráva | |                                     | |                                                                                 |
| Pavel Francouz | Pavel Francouz | Brankáři                            | Reto Berra | Rozhodčí: Tobias Björk Daniel Piechaczek Čároví: Alexandr Otmachov Peter Šefčík |
| M. Birner (M. Kempný, M. Řepík) (PH1) – 17:00 L. Kašpar (ts.) – 24:50 M. Zaťovič – 41:45 T. Zohorna (R. Kousal, J. Kolář) – 49:59 M. Jordán (VO1, PB) – 54:15 | M. Birner (M. Kempný, M. Řepík) (PH1) – 17:00 L. Kašpar (ts.) – 24:50 M. Zaťovič – 41:45 T. Zohorna (R. Kousal, J. Kolář) – 49:59 M. Jordán (VO1, PB) – 54:15 | 0:1 1:1 2:1 3:1 3:2 4:2 5:2 5:3 5:4 | 11:36 – D. Hollenstein (S. Andrighetto, R. Schäppi) 45:38 – S. Moser (F. Du Bois, M. Trachsler) (PH1) 55:42 – N. Schneeberger (S. Moser, G. Hofmann) 59:34 – S. Andrighetto (D. Hollenstein) (PP) | Rozhodčí: Tobias Björk Daniel Piechaczek Čároví: Alexandr Otmachov Peter Šefčík |
| 6 min | 6 min | Tresty                              | 8 min | Rozhodčí: Tobias Björk Daniel Piechaczek Čároví: Alexandr Otmachov Peter Šefčík |
| 31 | 31 | Střely                              | 23 | Rozhodčí: Tobias Björk Daniel Piechaczek Čároví: Alexandr Otmachov Peter Šefčík |

| 17. května 2016 15:15 | Lotyšsko | 1 : 3 (1:1, 0:2, 0:0) | Norsko | VTB Ice Palace, Moskva Návštěvnost: 6 037 |  |

| Zpráva                                          |                                                 |                 | |                                                                            |
| Elvis Merzļikins (od 21. min. Edgars Masaļskis) | Elvis Merzļikins (od 21. min. Edgars Masaļskis) | Brankáři        | Steffen Søberg                                                                                            | Rozhodčí: Péter Gebei Timothy Mayer Čároví: Vít Lederer Nikolaj Ponomarjow |
| M. Indrašis (G. Galviņš) (PH1) – 11:42          | M. Indrašis (G. Galviņš) (PH1) – 11:42          | 1:0 1:1 1:2 1:3 | 16:12 – K. Olimb (M. Rosseli Olsen) 20:40 – J. Holøs (A. Martinsen, M. Zuccarello) 20:56 – J. Johannessen | Rozhodčí: Péter Gebei Timothy Mayer Čároví: Vít Lederer Nikolaj Ponomarjow |
| 6 min                                           | 6 min                                           | Tresty          | 26 min | Rozhodčí: Péter Gebei Timothy Mayer Čároví: Vít Lederer Nikolaj Ponomarjow |
| 24                                              | 24                                              | Střely          | 26 | Rozhodčí: Péter Gebei Timothy Mayer Čároví: Vít Lederer Nikolaj Ponomarjow |

| 17. května 2016 19:15 | Rusko | 4 : 1 (2:0, 2:0, 0:1) | Švédsko | VTB Ice Palace, Moskva Návštěvnost: 12181 |  |

| Zpráva | |                     |                                                   |                                                                                      |
| Sergej Bobrovskij | Sergej Bobrovskij | Brankáři            | Jacob Markström                                   | Rozhodčí: Jozef Kubuš Aleksi Rantala Čároví: Nicolas Chartrand-Piché Fraser McIntyre |
| J. Dadonov (A. Panarin, V. Šipačov) – 14:43 A. Panarin (V. Šipačov, A. Marčenko) – 17:52 P. Dacjuk (N. Zajcev) – 21:34 R. Ljubimov (S. Mozjakin, P. Dacjuk) – 29:40 | J. Dadonov (A. Panarin, V. Šipačov) – 14:43 A. Panarin (V. Šipačov, A. Marčenko) – 17:52 P. Dacjuk (N. Zajcev) – 21:34 R. Ljubimov (S. Mozjakin, P. Dacjuk) – 29:40 | 1:0 2:0 3:0 4:0 4:1 | 41:08 – M. Ekholm (A. Larsson, A. Wennberg) (PH1) | Rozhodčí: Jozef Kubuš Aleksi Rantala Čároví: Nicolas Chartrand-Piché Fraser McIntyre |
| 4 min | 4 min | Tresty              | 8 min                                             | Rozhodčí: Jozef Kubuš Aleksi Rantala Čároví: Nicolas Chartrand-Piché Fraser McIntyre |
| 40 | 40 | Střely              | 37                                                | Rozhodčí: Jozef Kubuš Aleksi Rantala Čároví: Nicolas Chartrand-Piché Fraser McIntyre |

### Skupina B – Petrohrad

#### Tabulka
|  | Týmy postupující do čtvrtfinále |
|  | Tým sestupující do Divize 1     |

| Poř. | Tým       | Z | V | VP | PP | P | GV | GI | +/- | B  |
| ---- | --------- | - | - | -- | -- | - | -- | -- | --- | -- |
| 1.   | Finsko    | 7 | 7 | 0  | 0  | 0 | 29 | 6  | +23 | 21 |
| 2.   | Kanada    | 7 | 6 | 0  | 0  | 1 | 34 | 8  | +26 | 18 |
| 3.   | Německo   | 7 | 4 | 0  | 1  | 2 | 22 | 20 | +2  | 13 |
| 4.   | USA       | 7 | 3 | 0  | 1  | 3 | 22 | 18 | +4  | 10 |
| 5.   | Slovensko | 7 | 2 | 1  | 0  | 4 | 15 | 23 | −8  | 8  |
| 6.   | Bělorusko | 7 | 2 | 0  | 0  | 5 | 16 | 32 | −16 | 6  |
| 7.   | Francie   | 7 | 1 | 1  | 0  | 5 | 11 | 23 | −12 | 5  |
| 8.   | Maďarsko  | 7 | 1 | 0  | 0  | 6 | 12 | 31 | −19 | 3  |

#### Zápasy
| 6. května 2016 15:15 | USA | 1 : 5 (1:2, 0:1, 0:2) | Kanada | Sportovní komplex Jubilejnyj, Petrohrad Návštěvnost: 5 236 |  |

| Zpráva                                            |                                                   |                         | |                                                                           |
| Keith Kinkaid                                     | Keith Kinkaid                                     | Brankáři                | Cam Talbot | Rozhodčí: Tobias Björk Marc Wiegand Čároví: Gleb Lazarev Miroslav Lhotský |
| P. Maroon (K. Connor, D. Warsofsky) (PH1) – 04:54 | P. Maroon (K. Connor, D. Warsofsky) (PH1) – 04:54 | 1:0 1:1 1:2 1:3 1:4 1:5 | 05:25 – T. Hall (D. Brassard, C. Perry) 08:48 – B. Gallagher (R. O'Reilly) 31:37 – M. Duchene (C. Ceci, R. Murray) 45:54 – B. Jenner (R. O'Reilly) 51:16 – B. Marchard (M. Duchene) (VO1) | Rozhodčí: Tobias Björk Marc Wiegand Čároví: Gleb Lazarev Miroslav Lhotský |
| 10 min                                            | 10 min                                            | Tresty                  | 6 min | Rozhodčí: Tobias Björk Marc Wiegand Čároví: Gleb Lazarev Miroslav Lhotský |
| 25                                                | 25                                                | Střely                  | 33 | Rozhodčí: Tobias Björk Marc Wiegand Čároví: Gleb Lazarev Miroslav Lhotský |

| 6. května 2016 19:15 | Finsko | 6 : 2 (0:0, 4:1, 2:1) | Bělorusko | Sportovní komplex Jubilejnyj, Petrohrad Návštěvnost: 4 877 |  |

| Zpráva | |                                 |                                                                                     |                                                                            |
| Mikko Koskinen | Mikko Koskinen | Brankáři                        | Vitalij Koval                                                                       | Rozhodčí: Martin Fraňo Péter Gebei Čároví: Nicolas Fluri Andreas Malmqvist |
| P. Laine (A. Barkov) – 21:45 M. Koivu (M. Granlund, E. Lindell) – 32:28 P. Laine (Koivu, J. Jokinen) (PH2) – 38:36 M. Granlund (P. Laine, A. Barkov) (PH1) – 39:56 A. Pihlström (T. Pulkkinen) – 42:59 M. Granlund (A. Salmela, S. Aho) – 47:51 | P. Laine (A. Barkov) – 21:45 M. Koivu (M. Granlund, E. Lindell) – 32:28 P. Laine (Koivu, J. Jokinen) (PH2) – 38:36 M. Granlund (P. Laine, A. Barkov) (PH1) – 39:56 A. Pihlström (T. Pulkkinen) – 42:59 M. Granlund (A. Salmela, S. Aho) – 47:51 | 1:0 2:0 2:1 3:1 4:1 5:1 6:1 6:2 | 37:55 – A. Stas (A. Pavlovič) (VO1) 51:01 – A. Kaljužnyj (A. Kosticyn, S. Kosticyn) | Rozhodčí: Martin Fraňo Péter Gebei Čároví: Nicolas Fluri Andreas Malmqvist |
| 8 min | 8 min | Tresty                          | 8 min                                                                               | Rozhodčí: Martin Fraňo Péter Gebei Čároví: Nicolas Fluri Andreas Malmqvist |
| 30 | 30 | Střely                          | 16                                                                                  | Rozhodčí: Martin Fraňo Péter Gebei Čároví: Nicolas Fluri Andreas Malmqvist |

| 7. května 2016 11:15 | Slovensko | 4 : 1 (2:1, 1:0, 1:0) | Maďarsko | Sportovní komplex Jubilejnyj, Petrohrad Návštěvnost: 2 830 |  |

| Zpráva | |                     |                                                 |                                                                          |
| Branislav Konrád | Branislav Konrád | Brankáři            | Miklós Rajna                                    | Rozhodčí: Timothy Mayer Marc Wiegand Čároví: Roman Kaderli Judson Ritter |
| T. Marcinko (D. Graňák, V. Dravecký) – 07:07 T. Jurčo (A. Sekera, M. Marinčin) – 17:43 A. Sekera (T. Jurčo, M. Marinčin) – 35:09 P. Lušňák (T. Hrnka) (PB) – 57:43 | T. Marcinko (D. Graňák, V. Dravecký) – 07:07 T. Jurčo (A. Sekera, M. Marinčin) – 17:43 A. Sekera (T. Jurčo, M. Marinčin) – 35:09 P. Lušňák (T. Hrnka) (PB) – 57:43 | 1:0 1:1 2:1 3:1 4:1 | 13:30 – F. Banham (V. Galló, I. Bartalis) (PH1) | Rozhodčí: Timothy Mayer Marc Wiegand Čároví: Roman Kaderli Judson Ritter |
| 10 min | 10 min | Tresty              | 6 min                                           | Rozhodčí: Timothy Mayer Marc Wiegand Čároví: Roman Kaderli Judson Ritter |
| 28 | 28 | Střely              | 21                                              | Rozhodčí: Timothy Mayer Marc Wiegand Čároví: Roman Kaderli Judson Ritter |

| 7. května 2016 15:15 | Francie | 3 : 2 SN (1:0, 1:2, 0:0) PP (0:0) SN (1:0) | Německo | Sportovní komplex Jubilejnyj, Petrohrad Návštěvnost: 3 750 |  |

| Zpráva | |                                            | |                                                                           |
| Cristobal Huet | Cristobal Huet | Brankáři                                   | Timo Pielmeier | Rozhodčí: Martin Fraňo Antonín Jeřábek Čároví: Jon Kilian Sakari Suominen |
| D. Raux (J. Perret, L. Meunier) – 03:38 V. Claireaux (G. Beron, F. Chakiachvili) – 39:10 Julien Desrosiers Damien Fleury | D. Raux (J. Perret, L. Meunier) – 03:38 V. Claireaux (G. Beron, F. Chakiachvili) – 39:10 Julien Desrosiers Damien Fleury | 1:0 1:1 1:2 2:2 Samostatné nájezdy 0:0 1:0 | 20:26 – T. Rieder (P. Gogulla, F. Schütz) (PH1) 36:50 – F. Schütz (P. Gogulla, P. Hager) Leon Draisaitl Tobias Rieder Marcel Goc | Rozhodčí: Martin Fraňo Antonín Jeřábek Čároví: Jon Kilian Sakari Suominen |
| 14 min | 14 min | Tresty                                     | 8 min | Rozhodčí: Martin Fraňo Antonín Jeřábek Čároví: Jon Kilian Sakari Suominen |
| 23 | 23 | Střely                                     | 29 | Rozhodčí: Martin Fraňo Antonín Jeřábek Čároví: Jon Kilian Sakari Suominen |

| 7. května 2016 19:15 | Bělorusko | 3 : 6 (0:2, 2:3, 1:1) | USA | Sportovní komplex Jubilejnyj, Petrohrad Návštěvnost: 3 762 |  |

| Zpráva | |                                     | |                                                                                 |
| Kevin Lalande | Kevin Lalande | Brankáři                            | Mike Condon | Rozhodčí: Linus Ohlund Konstantin Olenin Čároví: Nicolas Fluri Miroslav Lhotský |
| G. Platt (A. Stěpanov, Ch. Linglet) (PH1) – 27:10 A. Stas – 38:12 D. Korobov (S. Kosticyn, A. Stěpanov) (PH2) – 49:28 | G. Platt (A. Stěpanov, Ch. Linglet) (PH1) – 27:10 A. Stas – 38:12 D. Korobov (S. Kosticyn, A. Stěpanov) (PH2) – 49:28 | 0:1 0:2 0:3 1:3 1:4 1:5 2:5 3:5 3:6 | 09:58 – M. Wood (F. Vatrano, V. Hinostroza) 13:38 – Ch. Wideman (A. Matthews, D. Larkin) (PH1) 22:13 – D. Larkin (J. Schroeder) (PH1) 28:09 – N. Hanifin (V. Hinostroza, T. Motte) 34:25 – A. Matthews (K. Connor, N. Hanifin) (PH1) 54:40 – A. Matthews (F. Vatrano, Ch. Wideman) | Rozhodčí: Linus Ohlund Konstantin Olenin Čároví: Nicolas Fluri Miroslav Lhotský |
| 41 min | 41 min | Tresty                              | 18 min | Rozhodčí: Linus Ohlund Konstantin Olenin Čároví: Nicolas Fluri Miroslav Lhotský |
| 23 | 23 | Střely                              | 33 | Rozhodčí: Linus Ohlund Konstantin Olenin Čároví: Nicolas Fluri Miroslav Lhotský |

| 8. května 2016 11:15 | Maďarsko | 1 : 7 (1:2, 0:4, 0:1) | Kanada | Sportovní komplex Jubilejnyj, Petrohrad Návštěvnost: 3 825 |  |

| Zpráva                                |                                       |                                 | |                                                                                  |
| Zoltán Hetényi (od 33. min. Ádám Vay) | Zoltán Hetényi (od 33. min. Ádám Vay) | Brankáři                        | Calvin Pickard | Rozhodčí: Antonín Jeřábek Linus Ohlund Čároví: Andreas Malmqvist Sakari Suominen |
| I. Bartalis – 18:14                   | I. Bartalis – 18:14                   | 0:1 0:2 1:2 1:3 1:4 1:5 1:6 1:7 | 05:54 – M. Scheifele (M. Stone, C. McDavid) (PH1) 10:04 – C. Perry (T. Hall, D. Brassard) 27:12 – M. Stone (C. Ceci, S. Reinhart) 29:05 – B. Marchand (C. McDavid, M. Matheson) 31:36 – D. Brassard (Ch. Tanev, M. Rielly) 32:45 – M. Matheson (B. Hutton, M. Scheifele) 44:35 – T. Hall (M. Matheson) | Rozhodčí: Antonín Jeřábek Linus Ohlund Čároví: Andreas Malmqvist Sakari Suominen |
| 12 min                                | 12 min                                | Tresty                          | 6 min | Rozhodčí: Antonín Jeřábek Linus Ohlund Čároví: Andreas Malmqvist Sakari Suominen |
| 22                                    | 22                                    | Střely                          | 36 | Rozhodčí: Antonín Jeřábek Linus Ohlund Čároví: Andreas Malmqvist Sakari Suominen |

| 8. května 2016 15:15 | Finsko | 5 : 1 (2:0, 2:1, 1:0) | Německo | Sportovní komplex Jubilejnyj, Petrohrad Návštěvnost: 4 409 |  |

| Zpráva | |                         |                                                 |                                                                             |
| Mikko Koskinen | Mikko Koskinen | Brankáři                | Timo Pielmeier                                  | Rozhodčí: Timothy Mayer Konstantin Olenin Čároví: Roman Kaderli Jon Killian |
| P. Laine (J. Hietanen, J. Jokinen) (PH1) – 06:22 L. Komarov (J. Jokinen, P. Laine) (PH1) – 09:08 Aho (M. Granlund) – 29:53 J. Koskiranta (M. Pyörälä, L. Komarov) – 37:50 P. Laine (M. Koivu, M. Granlund) – 59:57 | P. Laine (J. Hietanen, J. Jokinen) (PH1) – 06:22 L. Komarov (J. Jokinen, P. Laine) (PH1) – 09:08 Aho (M. Granlund) – 29:53 J. Koskiranta (M. Pyörälä, L. Komarov) – 37:50 P. Laine (M. Koivu, M. Granlund) – 59:57 | 1:0 2:0 3:0 4:0 4:1 5:1 | 38:42 – B. Macek (L. Draisaitl, D. Kahun) (PH1) | Rozhodčí: Timothy Mayer Konstantin Olenin Čároví: Roman Kaderli Jon Killian |
| 12 min | 12 min | Tresty                  | 28 min                                          | Rozhodčí: Timothy Mayer Konstantin Olenin Čároví: Roman Kaderli Jon Killian |
| 22 | 22 | Střely                  | 17                                              | Rozhodčí: Timothy Mayer Konstantin Olenin Čároví: Roman Kaderli Jon Killian |

| 8. května 2016 19:15 | Francie | 1 : 5 (1:2, 0:2, 0:1) | Slovensko | Sportovní komplex Jubilejnyj, Petrohrad Návštěvnost: 3 850 |  |

| Zpráva                                     |                                            |                         | |                                                                       |
| Cristobal Huet (od 41. min. Florian Hardy) | Cristobal Huet (od 41. min. Florian Hardy) | Brankáři                | Július Hudáček | Rozhodčí: Tobias Björk Péter Gebei Čároví: Gleb Lazarev Judson Ritter |
| J. Perret (G. Beron) – 01:09               | J. Perret (G. Beron) – 01:09               | 1:0 1:1 1:2 1:3 1:4 1:5 | 03:55 – A. Sekera (L. Hudáček, M. Viedenský) 13:55 – D. Graňák (V. Dravecký, P. Lušňák) 34:52 – M. Bakoš (A. Meszároš, M. Sersen) (PH1) 35:40 – L. Hudáček (T. Jurčo, M. Viedenský) 57:55 – Ch. Jaroš (M. Viedenský, T. Jurčo) | Rozhodčí: Tobias Björk Péter Gebei Čároví: Gleb Lazarev Judson Ritter |
| 10 min                                     | 10 min                                     | Tresty                  | 10 min | Rozhodčí: Tobias Björk Péter Gebei Čároví: Gleb Lazarev Judson Ritter |
| 25                                         | 25                                         | Střely                  | 22 | Rozhodčí: Tobias Björk Péter Gebei Čároví: Gleb Lazarev Judson Ritter |

| 9. května 2016 15:15 | Bělorusko | 0 : 8 (0:1, 0:4, 0:3) | Kanada | Sportovní komplex Jubilejnyj, Petrohrad Návštěvnost: 4 536 |  |

| Zpráva                                       |                                              |                                 | |                                                                           |
| Kevin Lalande (od 32. min. Dmitrij Milčakov) | Kevin Lalande (od 32. min. Dmitrij Milčakov) | Brankáři                        | Cam Talbot | Rozhodčí: Péter Gebei Marc Wiegand Čároví: Nicolas Fluri Miroslav Lhotský |
|                                              |                                              | 0:1 0:2 0:3 0:4 0:5 0:6 0:7 0:8 | 16:26 – D. Brassard (C. Perry, M. Duchene) 21:03 – C. Perry (R. Murray) 23:58 – R. O'Reilly (B. Jenner, C. Ceci) (VO1) 31:19 – M. Duchene (D. Brassard, C. Ceci) (PH1) 31:39 – T. Hall (C. McDavid) 41:26 – R. O'Reilly (M. Duchene, M. Scheifele) 49:17 – M. Stone (M. Scheifele) 53:52 – M. Matheson (B. Gallagher, C. McDavid) (PH1) | Rozhodčí: Péter Gebei Marc Wiegand Čároví: Nicolas Fluri Miroslav Lhotský |
| 8 min                                        | 8 min                                        | Tresty                          | 6 min | Rozhodčí: Péter Gebei Marc Wiegand Čároví: Nicolas Fluri Miroslav Lhotský |
| 10                                           | 10                                           | Střely                          | 27 | Rozhodčí: Péter Gebei Marc Wiegand Čároví: Nicolas Fluri Miroslav Lhotský |

| 9. května 2016 19:15 | Finsko | 3 : 2 (2:1, 0:0, 1:1) | USA | Sportovní komplex Jubilejnyj, Petrohrad Návštěvnost: 4 830 |  |

| Zpráva | |                     |                                                                           |                                                                            |
| Mikko Koskinen | Mikko Koskinen | Brankáři            | Mike Condon                                                               | Rozhodčí: Tobias Björk Martin Fraňo Čároví: Gleb Lazarev Andreas Malmqvist |
| M. Koivu (M. Granlund, S. Aho) – 09:16 A. Pihlström (T. Pulkkinen, T. Sallinen) – 12:04 L. Komarov (A. Barkov, J. Jokinen) (PH1) – 44:16 | M. Koivu (M. Granlund, S. Aho) – 09:16 A. Pihlström (T. Pulkkinen, T. Sallinen) – 12:04 L. Komarov (A. Barkov, J. Jokinen) (PH1) – 44:16 | 1:0 2:0 2:1 2:2 3:2 | 13:45 – F. Vatrano (A. Matthews) 40:54 – C. Murphy (P. Maroon, D. Larkin) | Rozhodčí: Tobias Björk Martin Fraňo Čároví: Gleb Lazarev Andreas Malmqvist |
| 6 min | 6 min | Tresty              | 8 min                                                                     | Rozhodčí: Tobias Björk Martin Fraňo Čároví: Gleb Lazarev Andreas Malmqvist |
| 22 | 22 | Střely              | 18                                                                        | Rozhodčí: Tobias Björk Martin Fraňo Čároví: Gleb Lazarev Andreas Malmqvist |

| 10. května 2016 15:15 | Slovensko | 1 : 5 (1:0, 0:3 0:2) | Německo | Sportovní komplex Jubilejnyj, Petrohrad Návštěvnost: 3 715 |  |

| Zpráva                                        |                                               |                         | |                                                                         |
| Branislav Konrád (od 44. min. Július Hudáček) | Branislav Konrád (od 44. min. Július Hudáček) | Brankáři                | Timo Pielmeier | Rozhodčí: Brett Iverson Aleksi Rantala Čároví: Jon Kilian Judson Ritter |
| P. Cehlárik (M. Bartánus, J. Mikuš) – 08:42   | P. Cehlárik (M. Bartánus, J. Mikuš) – 08:42   | 1:0 1:1 1:2 1:3 1:4 1:5 | 24:23 – P. Hager (F. Schütz, P. Gogulla) 28:57 – P. Gogulla (M. Müller, P. Hager) 34:38 – P. Reimer (D. Kahun, L. Draisaitl) (PH1) 43:45 – B. Macek (C. Braun, M. Müller) 54:36 – D. Kahun (P. Reimer, T. Rieder) | Rozhodčí: Brett Iverson Aleksi Rantala Čároví: Jon Kilian Judson Ritter |
| 10 min                                        | 10 min                                        | Tresty                  | 12 min | Rozhodčí: Brett Iverson Aleksi Rantala Čároví: Jon Kilian Judson Ritter |
| 28                                            | 28                                            | Střely                  | 28 | Rozhodčí: Brett Iverson Aleksi Rantala Čároví: Jon Kilian Judson Ritter |

| 10. května 2016 19:15 | Maďarsko | 2 : 6 (1:3, 0:1, 1:2) | Francie | Sportovní komplex Jubilejnyj, Petrohrad Návštěvnost: 3 340 |  |

| Zpráva                                                                           |                                                                                  |                                 | |                                                                           |
| Miklós Rajna                                                                     | Miklós Rajna                                                                     | Brankáři                        | Cristobal Huet | Rozhodčí: Roman Gofman Jozef Kubuš Čároví: Roman Kaderli Miroslav Lhotský |
| M. Vas (G. Nagy, K. Wehrs) (PH1) – 13:10 I. Sofron (M. Vas, I. Bartalis) – 47:58 | M. Vas (G. Nagy, K. Wehrs) (PH1) – 13:10 I. Sofron (M. Vas, I. Bartalis) – 47:58 | 0:1 1:1 1:2 1:3 1:4 2:4 2:5 2:6 | 09:14 – N. Ritz (Y. Auvitu, M. Moisand) 17:28 – S. Treille 19:26 – D. Fleury (P-É. Bellemare, Y. Auvitu) (PH1) 38:03 – F. Chakiachvili (Y. Treille) 53:03 – S. Treille (P-É. Bellemare, D. Fleury) (PH1) 56:11 – S. Treille (P-É. Bellemare, V. Claireaux) | Rozhodčí: Roman Gofman Jozef Kubuš Čároví: Roman Kaderli Miroslav Lhotský |
| 12 min                                                                           | 12 min                                                                           | Tresty                          | 10 min | Rozhodčí: Roman Gofman Jozef Kubuš Čároví: Roman Kaderli Miroslav Lhotský |
| 24                                                                               | 24                                                                               | Střely                          | 21 | Rozhodčí: Roman Gofman Jozef Kubuš Čároví: Roman Kaderli Miroslav Lhotský |

| 11. května 2016 15:15 | Slovensko | 2 : 4 (0:0, 2:0, 0:4) | Bělorusko | Sportovní komplex Jubilejnyj, Petrohrad Návštěvnost: 3 172 |  |

| Zpráva                                                                              |                                                                                     |                         | |                                                                           |
| Július Hudáček                                                                      | Július Hudáček                                                                      | Brankáři                | Vitalij Koval | Rozhodčí: Roman Gofman Aleksi Rantala Čároví: Jon Killian Sakari Suominen |
| A. Sekera (M. Réway, M. Daňo) (PH2) – 20:47 T. Jurčo (J. Mikuš, L. Hudáček) – 36:26 | A. Sekera (M. Réway, M. Daňo) (PH2) – 20:47 T. Jurčo (J. Mikuš, L. Hudáček) – 36:26 | 1:0 2:0 2:1 2:2 2:3 2:4 | 42:22 – K. Gotovec (J. Lisovec) 48:34 – A. Gavrus (K. Gotovec, J. Kovyršin) 54:42 – A. Stěpanov (J. Lisovec) 57:16 – Ch. Linglet (G. Platt, J. Lisovec) | Rozhodčí: Roman Gofman Aleksi Rantala Čároví: Jon Killian Sakari Suominen |
| 12 min                                                                              | 12 min                                                                              | Tresty                  | 14 min | Rozhodčí: Roman Gofman Aleksi Rantala Čároví: Jon Killian Sakari Suominen |
| 26                                                                                  | 26                                                                                  | Střely                  | 20 | Rozhodčí: Roman Gofman Aleksi Rantala Čároví: Jon Killian Sakari Suominen |

| 11. května 2016 19:15 | Finsko | 3 : 0 (0:0, 1:0, 2:0) | Maďarsko | Sportovní komplex Jubilejnyj, Petrohrad Návštěvnost: 3 794 |  |

| Zpráva | |             |          |                                                                                   |
| Juuse Saros | Juuse Saros | Brankáři    | Ádám Vay | Rozhodčí: Brett Iverson Daniel Piechaczek Čároví: Nicolas Fluri Andreas Malmqvist |
| A. Ohtamaa (L. Komarov) – 36:22 M. Koivu (M. Granlund, L. Komarov) – 49:27 A. Barkov (P. Laine, J. Jokinen) (PH1) – 56:34 | A. Ohtamaa (L. Komarov) – 36:22 M. Koivu (M. Granlund, L. Komarov) – 49:27 A. Barkov (P. Laine, J. Jokinen) (PH1) – 56:34 | 1:0 2:0 3:0 |          | Rozhodčí: Brett Iverson Daniel Piechaczek Čároví: Nicolas Fluri Andreas Malmqvist |
| 2 min | 2 min | Tresty      | 14 min   | Rozhodčí: Brett Iverson Daniel Piechaczek Čároví: Nicolas Fluri Andreas Malmqvist |
| 51 | 51 | Střely      | 13       | Rozhodčí: Brett Iverson Daniel Piechaczek Čároví: Nicolas Fluri Andreas Malmqvist |

| 12. května 2016 15:15 | USA | 4 : 0 (0:0, 3:0, 1:0) | Francie | Sportovní komplex Jubilejnyj, Petrohrad Návštěvnost: 4 287 |  |

| Zpráva | |                 |               |                                                                                 |
| Mike Condon | Mike Condon | Brankáři        | Florian Hardy | Rozhodčí: Stefan Fonselius Daniel Piechaczek Čároví: Nicolas Fluri Gleb Lazarev |
| Ch. Wideman (N. Foligno, D. Larkin) (PH1) – 34:23 C. Murphy (A. Matthews, F. Vatrano) – 36:30 J. T. Compher (M. Hendricks, T. Motte) – 39:55 B. Skjei (D. Larkin) – 41:19 | Ch. Wideman (N. Foligno, D. Larkin) (PH1) – 34:23 C. Murphy (A. Matthews, F. Vatrano) – 36:30 J. T. Compher (M. Hendricks, T. Motte) – 39:55 B. Skjei (D. Larkin) – 41:19 | 1:0 2:0 3:0 4:0 |               | Rozhodčí: Stefan Fonselius Daniel Piechaczek Čároví: Nicolas Fluri Gleb Lazarev |
| 12 min | 12 min | Tresty          | 8 min         | Rozhodčí: Stefan Fonselius Daniel Piechaczek Čároví: Nicolas Fluri Gleb Lazarev |
| 31 | 31 | Střely          | 19            | Rozhodčí: Stefan Fonselius Daniel Piechaczek Čároví: Nicolas Fluri Gleb Lazarev |

| 12. května 2016 19:15 | Kanada | 5 : 2 (1:0, 1:2, 3:0) | Německo | Sportovní komplex Jubilejnyj, Petrohrad Návštěvnost: 5 369 |  |

| Zpráva | |                             |                                                                                   |                                                                         |
| Cam Talbot | Cam Talbot | Brankáři                    | Timo Pielmeier                                                                    | Rozhodčí: Jozef Kubuš Tobias Wehrli Čároví: Roman Kaderli Judson Ritter |
| T. Hall (R. Murray) – 03:54 C. Perry (M. Duchene, D. Brassard) (PH1) – 23:22 T. Hall (C. McDavid, M. Matheson) – 43:12 B. Jenner (M. Rielly, D. Brassard) – 46:50 C. Ceci (R. Reilly) (PH1) – 53:17 | T. Hall (R. Murray) – 03:54 C. Perry (M. Duchene, D. Brassard) (PH1) – 23:22 T. Hall (C. McDavid, M. Matheson) – 43:12 B. Jenner (M. Rielly, D. Brassard) – 46:50 C. Ceci (R. Reilly) (PH1) – 53:17 | 1:0 2:0 2:1 2:2 3:2 4:2 5:2 | 31:31 – P. Reimer (M. Noebels, D. Kahun) 37:36 – S. Akdağ (P. Gogulla, F. Schütz) | Rozhodčí: Jozef Kubuš Tobias Wehrli Čároví: Roman Kaderli Judson Ritter |
| 8 min | 8 min | Tresty                      | 6 min                                                                             | Rozhodčí: Jozef Kubuš Tobias Wehrli Čároví: Roman Kaderli Judson Ritter |
| 22 | 22 | Střely                      | 19                                                                                | Rozhodčí: Jozef Kubuš Tobias Wehrli Čároví: Roman Kaderli Judson Ritter |

| 13. května 2016 15:15 | USA | 5 : 1 (0:0, 3:0, 2:1) | Maďarsko | Sportovní komplex Jubilejnyj, Petrohrad Návštěvnost: 3 598 |  |

| Zpráva | |                         |                                                   |                                                                                   |
| Keith Kinkaid | Keith Kinkaid | Brankáři                | Ádám Vay                                          | Rozhodčí: Roman Gofman Konstantin Olenin Čároví: Miroslav Lhotský Sakari Suominen |
| N. Foligno (Ch. Wideman, N. Hanifin) (PH1) – 24:37 V. Hinostroza (H. Fasching) – 24:55 D. Larkin (J. McCabe, C. Murphy) – 34:12 N. Foligno – 52:07 C. Murphy (N. Foligno) – 55:20 | N. Foligno (Ch. Wideman, N. Hanifin) (PH1) – 24:37 V. Hinostroza (H. Fasching) – 24:55 D. Larkin (J. McCabe, C. Murphy) – 34:12 N. Foligno – 52:07 C. Murphy (N. Foligno) – 55:20 | 1:0 2:0 3:0 4:0 5:0 5:1 | 57:59 – I. Sofron (I. Bartalis, A. Sarauer) (PH1) | Rozhodčí: Roman Gofman Konstantin Olenin Čároví: Miroslav Lhotský Sakari Suominen |
| 8 min | 8 min | Tresty                  | 10 min                                            | Rozhodčí: Roman Gofman Konstantin Olenin Čároví: Miroslav Lhotský Sakari Suominen |
| 37 | 37 | Střely                  | 8                                                 | Rozhodčí: Roman Gofman Konstantin Olenin Čároví: Miroslav Lhotský Sakari Suominen |

| 13. května 2016 19:15 | Německo | 5 : 2 (3:0, 1:1, 1:1) | Bělorusko | Sportovní komplex Jubilejnyj, Petrohrad Návštěvnost: 5 275 |  |

| Zpráva | |                             |                                                                                          |                                                                                |
| Thomas Greiss | Thomas Greiss | Brankáři                    | Vitalij Koval                                                                            | Rozhodčí: Stefan Fonselius Brett Iverson Čároví: Jon Killian Andreas Malmqvist |
| P. Reimer (M. Müller) – 04:26 L. Draisaitl (M. Noebels, B. Macek) – 05:44 F. Schütz (P. Gogulla, P. Hager) (PH1) – 10:47 B. Macek (D. Reul, S. Akdağ) – 34:23 P. Gogulla (D. Boyle) (PH1, PB) – 59:51 | P. Reimer (M. Müller) – 04:26 L. Draisaitl (M. Noebels, B. Macek) – 05:44 F. Schütz (P. Gogulla, P. Hager) (PH1) – 10:47 B. Macek (D. Reul, S. Akdağ) – 34:23 P. Gogulla (D. Boyle) (PH1, PB) – 59:51 | 1:0 2:0 3:0 3:1 4:1 4:2 5:2 | 28:08 – A. Stěpanov (V. Koval, Ch. Linglet) (PH1) 49:14 – A. Stas (J. Lisovec, V. Koval) | Rozhodčí: Stefan Fonselius Brett Iverson Čároví: Jon Killian Andreas Malmqvist |
| 8 min | 8 min | Tresty                      | 4 min                                                                                    | Rozhodčí: Stefan Fonselius Brett Iverson Čároví: Jon Killian Andreas Malmqvist |
| 19 | 19 | Střely                      | 18                                                                                       | Rozhodčí: Stefan Fonselius Brett Iverson Čároví: Jon Killian Andreas Malmqvist |

| 14. května 2016 11:15 | Francie | 1 : 3 (0:0, 0:3, 1:0) | Finsko | Sportovní komplex Jubilejnyj, Petrohrad Návštěvnost: 4 278 |  |

| Zpráva                                              |                                                     |                 | |                                                                               |
| Cristobal Huet (od 51. min. Ronan Quemener)         | Cristobal Huet (od 51. min. Ronan Quemener)         | Brankáři        | Mikko Koskinen | Rozhodčí: Roman Gofman Maxim Sidorenko Čároví: Nicolas Fluri Miroslav Lhotský |
| P-É Bellemare (S. Treille, Y. Auvitu) (PH2) – 52:31 | P-É Bellemare (S. Treille, Y. Auvitu) (PH2) – 52:31 | 0:1 0:2 0:3 1:3 | 25:00 – E. Lindell (M. Granlund, M. Koivu) (PH1) 30:40 – A. Barkov (P. Laine, J. Jokinen) 34:50 – P. Laine (J. Jokinen) | Rozhodčí: Roman Gofman Maxim Sidorenko Čároví: Nicolas Fluri Miroslav Lhotský |
| 8 min                                               | 8 min                                               | Tresty          | 8 min | Rozhodčí: Roman Gofman Maxim Sidorenko Čároví: Nicolas Fluri Miroslav Lhotský |
| 18                                                  | 18                                                  | Střely          | 19 | Rozhodčí: Roman Gofman Maxim Sidorenko Čároví: Nicolas Fluri Miroslav Lhotský |

| 14. května 2016 15:15 | Maďarsko | 5 : 2 (2:1, 2:1, 1:0) | Bělorusko | Sportovní komplex Jubilejnyj, Petrohrad Návštěvnost: 4 539 |  |

| Zpráva | |                             |                                                                                   |                                                                           |
| Miklós Rajna | Miklós Rajna | Brankáři                    | Kevin Lalande (od 34. min. Vitalij Koval)                                         | Rozhodčí: Jozef Kubuš Tobias Wehrli Čároví: Judson Ritter Sakari Suominen |
| G. Nagy (A. Sarauer, D. Kóger) – 5:31 J. Vas (A. Sarauer) (VO1) – 10:31 B. Sebők – 30:32 V. Galló (B. Szirányi, I. Sofron) – 33:49 J. Vas (VO1, PB) – 59:57 | G. Nagy (A. Sarauer, D. Kóger) – 5:31 J. Vas (A. Sarauer) (VO1) – 10:31 B. Sebők – 30:32 V. Galló (B. Szirányi, I. Sofron) – 33:49 J. Vas (VO1, PB) – 59:57 | 1:0 2:0 2:1 2:2 3:2 4:2 5:2 | 12:31 – G. Platt (A. Stěpanov) (PH1) 26:43 – A. Gavrus (A. Stěpanov, J. Kovyršin) | Rozhodčí: Jozef Kubuš Tobias Wehrli Čároví: Judson Ritter Sakari Suominen |
| 10 min | 10 min | Tresty                      | 12 min                                                                            | Rozhodčí: Jozef Kubuš Tobias Wehrli Čároví: Judson Ritter Sakari Suominen |
| 18 | 18 | Střely                      | 19                                                                                | Rozhodčí: Jozef Kubuš Tobias Wehrli Čároví: Judson Ritter Sakari Suominen |

| 14. května 2016 19:15 | Kanada | 5 : 0 (2:0, 2:0, 1:0) | Slovensko | Sportovní komplex Jubilejnyj, Petrohrad Návštěvnost: 5 512 |  |

| Zpráva | |                     |                |                                                                                  |
| Cam Talbot | Cam Talbot | Brankáři            | Július Hudáček | Rozhodčí: Konstantin Olenin Daniel Piechaczek Čároví: Roman Kaderli Gleb Lazarev |
| M. Rielly (D. Brassard) – 11:09 M. Duchene (B. Marchand) – 18:30 T. Hall (M. Stone, C. McDavid) (PH1) – 33:56 M. Scheifele (S. Reinhart, M. Stone) – 38:35 D. Brassard (C. Perry, R. Murray) – 50:27 | M. Rielly (D. Brassard) – 11:09 M. Duchene (B. Marchand) – 18:30 T. Hall (M. Stone, C. McDavid) (PH1) – 33:56 M. Scheifele (S. Reinhart, M. Stone) – 38:35 D. Brassard (C. Perry, R. Murray) – 50:27 | 1:0 2:0 3:0 4:0 5:0 |                | Rozhodčí: Konstantin Olenin Daniel Piechaczek Čároví: Roman Kaderli Gleb Lazarev |
| 4 min | 4 min | Tresty              | 12 min         | Rozhodčí: Konstantin Olenin Daniel Piechaczek Čároví: Roman Kaderli Gleb Lazarev |
| 33 | 33 | Střely              | 18             | Rozhodčí: Konstantin Olenin Daniel Piechaczek Čároví: Roman Kaderli Gleb Lazarev |

| 15. května 2016 15:15 | Německo | 3 : 2 (2:1, 0:1, 1:0) | USA | Sportovní komplex Jubilejnyj, Petrohrad Návštěvnost: 4 798 |  |

| Zpráva | |                     |                                                                                    |                                                                                 |
| Thomas Greiss | Thomas Greiss | Brankáři            | Mike Condon                                                                        | Rozhodčí: Maxim Sidorenko Tobias Wehrli Čároví: Nicolas Fluri Andreas Malmqvist |
| P. Hager (F. Schütz, D. Boyle) (PH1) – 02:19 Ch. Ehrhoff (F. Schütz, P. Hager) – 13:06 K. Holzer (M. Goc) – 59:27 | P. Hager (F. Schütz, D. Boyle) (PH1) – 02:19 Ch. Ehrhoff (F. Schütz, P. Hager) – 13:06 K. Holzer (M. Goc) – 59:27 | 1:0 1:1 2:1 2:2 3:2 | 10:35 – J. McCabe (J. T. Compher, C. Murphy) 20:26 – A. Matthews (B. Nelson) (PH1) | Rozhodčí: Maxim Sidorenko Tobias Wehrli Čároví: Nicolas Fluri Andreas Malmqvist |
| 14 min | 14 min | Tresty              | 6 min                                                                              | Rozhodčí: Maxim Sidorenko Tobias Wehrli Čároví: Nicolas Fluri Andreas Malmqvist |
| 14 | 14 | Střely              | 33                                                                                 | Rozhodčí: Maxim Sidorenko Tobias Wehrli Čároví: Nicolas Fluri Andreas Malmqvist |

| 15. května 2016 19:15 | Slovensko | 0 : 5 (0:0, 0:2, 0:3) | Finsko | Sportovní komplex Jubilejnyj, Petrohrad Návštěvnost: 5 679 |  |

| Zpráva         |                |                     | |                                                                       |
| Július Hudáček | Július Hudáček | Brankáři            | Juuse Saros | Rozhodčí: Linus Ohlund Marc Wiegand Čároví: Jon Killian Judson Ritter |
|                |                | 0:1 0:2 0:3 0:4 0:5 | 31:07 – M. Koivu (E. Lindell, S. Aho) (PH1) 31:47 – A. Pihlström (T. Sallinen, V. Pokka) 46:46 – A. Barkov (J. Hietanen, T. Jaakola) (SV) 59:45 – J. Jokinen (J. Hietanen, A. Barkov) (PH1) 59:57 – P. Laine (A. Barkov) | Rozhodčí: Linus Ohlund Marc Wiegand Čároví: Jon Killian Judson Ritter |
| 8 min          | 8 min          | Tresty              | 4 min | Rozhodčí: Linus Ohlund Marc Wiegand Čároví: Jon Killian Judson Ritter |
| 14             | 14             | Střely              | 35 | Rozhodčí: Linus Ohlund Marc Wiegand Čároví: Jon Killian Judson Ritter |

| 16. května 2016 15:15 | Kanada | 4 : 0 (1:0, 1:0, 2:0) | Francie | Sportovní komplex Jubilejnyj, Petrohrad Návštěvnost: 5 219 |  |

| Zpráva | |                 |                |                                                                            |
| Calvin Pickard | Calvin Pickard | Brankáři        | Ronan Quemener | Rozhodčí: Antonín Jeřábek Linus Ohlund Čároví: Jon Killian Sakari Suominen |
| M. Stone (T. Hall, C. McDavid) (PH1) – 08:32 M. Duchene (C. Perry, R. Ellis) – 35:26 M. Scheifele (M. Stone, B. Marchand) – 43:51 C. Perry (R. O'Reilly, B. Gallagher) – 54:45 | M. Stone (T. Hall, C. McDavid) (PH1) – 08:32 M. Duchene (C. Perry, R. Ellis) – 35:26 M. Scheifele (M. Stone, B. Marchand) – 43:51 C. Perry (R. O'Reilly, B. Gallagher) – 54:45 | 1:0 2:0 3:0 4:0 |                | Rozhodčí: Antonín Jeřábek Linus Ohlund Čároví: Jon Killian Sakari Suominen |
| 4 min | 4 min | Tresty          | 8 min          | Rozhodčí: Antonín Jeřábek Linus Ohlund Čároví: Jon Killian Sakari Suominen |
| 46 | 46 | Střely          | 13             | Rozhodčí: Antonín Jeřábek Linus Ohlund Čároví: Jon Killian Sakari Suominen |

| 16. května 2016 19:15 | Německo | 4 : 2 (0:1, 1:0, 3:1) | Maďarsko | Sportovní komplex Jubilejnyj, Petrohrad Návštěvnost: 5 038 |  |

| Zpráva | |                         |                                                              |                                                                             |
| Thomas Greiss | Thomas Greiss | Brankáři                | Miklós Rajna                                                 | Rozhodčí: Martin Fraňo Konstantin Olenin Čároví: Roman Kaderli Gleb Lazarev |
| P. Hager (PH1) – 31:42 D. Reul – 41:22 C. Braun (S. Akdağ, L. Draisaitl) – 57:24 M. Goc (Y. Seidenberg, T. Greiss) (PB) – 59:27 | P. Hager (PH1) – 31:42 D. Reul – 41:22 C. Braun (S. Akdağ, L. Draisaitl) – 57:24 M. Goc (Y. Seidenberg, T. Greiss) (PB) – 59:27 | 0:1 1:1 2:1 2:2 3:2 4:2 | 09:09 – I. Sofron (I. Bartalis) 45:14 – K. Wehrs (B. Magosi) | Rozhodčí: Martin Fraňo Konstantin Olenin Čároví: Roman Kaderli Gleb Lazarev |
| 4 min | 4 min | Tresty                  | 8 min                                                        | Rozhodčí: Martin Fraňo Konstantin Olenin Čároví: Roman Kaderli Gleb Lazarev |
| 34 | 34 | Střely                  | 16                                                           | Rozhodčí: Martin Fraňo Konstantin Olenin Čároví: Roman Kaderli Gleb Lazarev |

| 17. května 2016 11:15 | USA | 2 : 3 PP (0:1, 1:0, 1:1) PP (0:1) | Slovensko | Sportovní komplex Jubilejnyj, Petrohrad Návštěvnost: 5 080 |  |

| Zpráva                                                                            |                                                                                   |                     | |                                                                                |
| Keith Kinkaid                                                                     | Keith Kinkaid                                                                     | Brankáři            | Július Hudáček | Rozhodčí: Antonín Jeřábek Maxim Sidorenko Čároví: Gleb Lazarev Sakari Suominen |
| B. Nelson (D. Warsofsky, F. Vatrano) (PH1) – 27:15 N. Foligno (D. Larkin) – 42:53 | B. Nelson (D. Warsofsky, F. Vatrano) (PH1) – 27:15 N. Foligno (D. Larkin) – 42:53 | 0:1 1:1 2:1 2:2 2:3 | 18:39 – Ch. Jaroš (M. Viedenský) 52:14 – P. Skalický (T. Marcinko, D. Graňák) 60:59 – M. Daňo (I. Švarný, A. Meszároš) | Rozhodčí: Antonín Jeřábek Maxim Sidorenko Čároví: Gleb Lazarev Sakari Suominen |
| 10 min                                                                            | 10 min                                                                            | Tresty              | 4 min | Rozhodčí: Antonín Jeřábek Maxim Sidorenko Čároví: Gleb Lazarev Sakari Suominen |
| 25                                                                                | 25                                                                                | Střely              | 30 | Rozhodčí: Antonín Jeřábek Maxim Sidorenko Čároví: Gleb Lazarev Sakari Suominen |

| 17. května 2016 15:15 | Bělorusko | 3 : 0 (0:0, 2:0, 1:0) | Francie | Sportovní komplex Jubilejnyj, Petrohrad Návštěvnost: 4 895 |  |

| Zpráva | |             |                |                                                                             |
| Vitalij Koval | Vitalij Koval | Brankáři    | Cristobal Huet | Rozhodčí: Martin Fraňo Linus Ohlund Čároví: Roman Kaderli Andreas Malmqvist |
| A. Stas (Ch. Linglet, K. Gotovec) – 25:12 G. Platt (Ch. Linglet, K. Gotovec) – 38:23 A. Stas (Ch. Linglet, G. Platt) – 44:59 | A. Stas (Ch. Linglet, K. Gotovec) – 25:12 G. Platt (Ch. Linglet, K. Gotovec) – 38:23 A. Stas (Ch. Linglet, G. Platt) – 44:59 | 1:0 2:0 3:0 |                | Rozhodčí: Martin Fraňo Linus Ohlund Čároví: Roman Kaderli Andreas Malmqvist |
| 12 min | 12 min | Tresty      | 12 min         | Rozhodčí: Martin Fraňo Linus Ohlund Čároví: Roman Kaderli Andreas Malmqvist |
| 32 | 32 | Střely      | 21             | Rozhodčí: Martin Fraňo Linus Ohlund Čároví: Roman Kaderli Andreas Malmqvist |

| 17. května 2016 19:15 | Kanada | 0 : 4 (0:0, 0:3, 0:1) | Finsko | Sportovní komplex Jubilejnyj, Petrohrad Návštěvnost: 5 890 |  |

| Zpráva     |            |                 | |                                                                             |
| Cam Talbot | Cam Talbot | Brankáři        | Mikko Koskinen | Rozhodčí: Roman Gofman Tobias Wehrli Čároví: Miroslav Lhotský Judson Ritter |
|            |            | 0:1 0:2 0:3 0:4 | 26:10 – T. Kivistö (M. Rantanen) 36:03 – L. Komarov (M. Granlund) 38:50 – M. Pyörälä (S. Aho) 42:32 – J. Koskiranta (M. Pyörälä) | Rozhodčí: Roman Gofman Tobias Wehrli Čároví: Miroslav Lhotský Judson Ritter |
| 12 min     | 12 min     | Tresty          | 4 min | Rozhodčí: Roman Gofman Tobias Wehrli Čároví: Miroslav Lhotský Judson Ritter |
| 21         | 21         | Střely          | 19 | Rozhodčí: Roman Gofman Tobias Wehrli Čároví: Miroslav Lhotský Judson Ritter |

## Play off

### Pavouk
|  | Čtvrtfinále 1 |               |               |  |      |              |              |              |  |               |               |               |   |
|  | A1            | Česko         | 1             |  |      |              |              |              |  |               |               |               |   |
|  | B4            | USA           | 2 sn          |  |      | Semifinále 1 | Semifinále 1 | Semifinále 1 |  |               |               |               |   |
|  |               |               |               |  |      | ČTF1         | Kanada       | 4            |  |               |               |               |   |
|  | Čtvrtfinále 2 | Čtvrtfinále 2 | Čtvrtfinále 2 |  | ČTF2 | USA          | 3            |              |  |               |               |               |   |
|  | B2            | Kanada        | 6             |  |      |              |              |              |  |               |               |               |   |
|  | A3            | Švédsko       | 0             |  |      |              |              |              |  | Finále        | Finále        | Finále        |   |
|  |               |               |               |  |      |              |              |              |  |               | VSF2          | Finsko        | 0 |
|  | Čtvrtfinále 3 | Čtvrtfinále 3 | Čtvrtfinále 3 |  |      |              |              |              |  |               | VSF1          | Kanada        | 2 |
|  | B1            | Finsko        | 5             |  |      |              |              |              |  |               |               |               |   |
|  | A4            | Dánsko        | 1             |  |      | Semifinále 2 | Semifinále 2 | Semifinále 2 |  | Zápas o bronz | Zápas o bronz | Zápas o bronz |   |
|  |               |               |               |  |      | ČTF3         | Finsko       | 3            |  | PSF2          | Rusko         | 7             |   |
|  | Čtvrtfinále 4 | Čtvrtfinále 4 | Čtvrtfinále 4 |  | ČTF4 | Rusko        | 1            |              |  | PSF1          | USA           | 2             |   |
|  | A2            | Rusko         | 4             |  |      |              |              |              |  |               |               |               |   |
|  | B3            | Německo       | 1             |  |      |              |              |              |  |               |               |               |   |

Všechny časy zápasů jsou uvedeny ve středoevropském letním čase (UTC +2).

### Čtvrtfinále
| 19. května 2016 15:15 | Česko | 1 : 2 SN (1:0, 0:1, 0:0) PP (0:0) SN (0:1) | USA | VTB Ice Palace, Moskva Návštěvnost: 7 853 |  |

| Zpráva                                                          |                                                                 |                                    |                                                                              |                                                                                |
| Dominik Furch                                                   | Dominik Furch                                                   | Brankáři                           | Keith Kinkaid                                                                | Rozhodčí: Linus Ohlund Tobias Wehrli Čároví: Alexandr Otmachov Henrik Pihlblad |
| T. Zohorna (ts.) – 15:23 Lukáš Kašpar Petr Koukal Tomáš Zohorna | T. Zohorna (ts.) – 15:23 Lukáš Kašpar Petr Koukal Tomáš Zohorna | 1:0 1:1 Samostatné nájezdy 0:0 0:1 | 21:27 – A. Matthews (F. Vatrano, Ch. Wideman) Matt Hendricks Auston Matthews | Rozhodčí: Linus Ohlund Tobias Wehrli Čároví: Alexandr Otmachov Henrik Pihlblad |
| 12 min                                                          | 12 min                                                          | Tresty                             | 12 min                                                                       | Rozhodčí: Linus Ohlund Tobias Wehrli Čároví: Alexandr Otmachov Henrik Pihlblad |
| 32                                                              | 32                                                              | Střely                             | 28                                                                           | Rozhodčí: Linus Ohlund Tobias Wehrli Čároví: Alexandr Otmachov Henrik Pihlblad |

| 19. května 2016 15:15 | Finsko | 5 : 1 (1:0, 2:1, 2:0) | Dánsko | Sportovní komplex Jubilejnyj, Petrohrad Návštěvnost: 5 038 |  |

| Zpráva | |                         |                                                    |                                                                       |
| Mikko Koskinen | Mikko Koskinen | Brankáři                | Sebastian Dahm                                     | Rozhodčí: Martin Fraňo Jozef Kubuš Čároví: Nicolas Fluri Gleb Lazarev |
| M. Granlund (M. Koivu, L. Komarov) – 14:29 J. Koskiranta (M. Pyörälä, A. Ohtamaa) – 21:45 P. Laine (J. Hietanen, T. Jaakola) – 38:57 J. Jokinen (M. Koivu) (PB) – 57:46 M. Granlund – 58:07 | M. Granlund (M. Koivu, L. Komarov) – 14:29 J. Koskiranta (M. Pyörälä, A. Ohtamaa) – 21:45 P. Laine (J. Hietanen, T. Jaakola) – 38:57 J. Jokinen (M. Koivu) (PB) – 57:46 M. Granlund – 58:07 | 1:0 2:0 2:1 3:1 4:1 5:1 | 31:42 – L. Eller (M. Christensen, N. Ehlers) (PH1) | Rozhodčí: Martin Fraňo Jozef Kubuš Čároví: Nicolas Fluri Gleb Lazarev |
| 6 min | 6 min | Tresty                  | 6 min                                              | Rozhodčí: Martin Fraňo Jozef Kubuš Čároví: Nicolas Fluri Gleb Lazarev |
| 28 | 28 | Střely                  | 17                                                 | Rozhodčí: Martin Fraňo Jozef Kubuš Čároví: Nicolas Fluri Gleb Lazarev |

| 19. května 2016 19:15 | Rusko | 4 : 1 (0:1, 3:0, 1:0) | Německo | VTB Ice Palace, Moskva Návštěvnost: 12 199 |  |

| Zpráva | |                     |                   |                                                                                |
| Sergej Bobrovskij | Sergej Bobrovskij | Brankáři            | Thomas Greiss     | Rozhodčí: Tobias Björk Aleksi Rantala Čároví: Miroslav Lhotský Fraser McIntyre |
| V. Šipačov (J. Dadonov, A. Bělov – 20:40 J. Dadonov (V. Šipačov) – 27:17 V. Šipačov (I. Tělegin) – 34:14 A. Ovečkin (J. Kuzněcov, R. Ljubimov) – 42:45 | V. Šipačov (J. Dadonov, A. Bělov – 20:40 J. Dadonov (V. Šipačov) – 27:17 V. Šipačov (I. Tělegin) – 34:14 A. Ovečkin (J. Kuzněcov, R. Ljubimov) – 42:45 | 0:1 1:1 2:1 3:1 4:1 | 04:45 – P. Reimer | Rozhodčí: Tobias Björk Aleksi Rantala Čároví: Miroslav Lhotský Fraser McIntyre |
| 2 min | 2 min | Tresty              | 4 min             | Rozhodčí: Tobias Björk Aleksi Rantala Čároví: Miroslav Lhotský Fraser McIntyre |
| 37 | 37 | Střely              | 20                | Rozhodčí: Tobias Björk Aleksi Rantala Čároví: Miroslav Lhotský Fraser McIntyre |

| 19. května 2016 19:15 | Kanada | 6 : 0 (1:0, 3:0, 2:0) | Švédsko | Sportovní komplex Jubilejnyj, Petrohrad Návštěvnost: 6 090 |  |

| Zpráva | |                         |                 |                                                                              |
| Cam Talbot | Cam Talbot | Brankáři                | Jacob Markström | Rozhodčí: Roman Gofman Maxim Sidorenko Čároví: Judson Ritter Sakari Suominen |
| M. Scheifele (R. O'Reilly, M. Stone) – 18:39 M. Dumba (M. Stone, M. Scheifele) (PH1) – 26:05 B. Marchand (M. Dumba, M. Scheifele) – 32:02 M. Domi (S. Reinhart, M. Matheson) – 32:13 M. Stone – 51:05 D. Brassard (B. Gallagher, T. Hall) – 53:22 | M. Scheifele (R. O'Reilly, M. Stone) – 18:39 M. Dumba (M. Stone, M. Scheifele) (PH1) – 26:05 B. Marchand (M. Dumba, M. Scheifele) – 32:02 M. Domi (S. Reinhart, M. Matheson) – 32:13 M. Stone – 51:05 D. Brassard (B. Gallagher, T. Hall) – 53:22 | 1:0 2:0 3:0 4:0 5:0 6:0 |                 | Rozhodčí: Roman Gofman Maxim Sidorenko Čároví: Judson Ritter Sakari Suominen |
| 34 min | 34 min | Tresty                  | 24 min          | Rozhodčí: Roman Gofman Maxim Sidorenko Čároví: Judson Ritter Sakari Suominen |
| 10 | 10 | Střely                  | 18              | Rozhodčí: Roman Gofman Maxim Sidorenko Čároví: Judson Ritter Sakari Suominen |

### Semifinále
| 21. května 2016 15:15 | Finsko | 3 : 1 (0:1, 3:0, 0:0) | Rusko | VTB Ice Palace, Moskva Návštěvnost: 12 215 |  |

| Zpráva | |                 |                                              |                                                                          |
| Mikko Koskinen | Mikko Koskinen | Brankáři        | Sergej Bobrovskij                            | Rozhodčí: Martin Fraňo Jozef Kubuš Čároví: Fraser McIntyre Judson Ritter |
| S. Aho (M. Granlund, E. Lindell) (PH1) – 25:34 J. Jokinen (P. Laine) – 35:50 S. Aho (J. Koskiranta, M. Koivu) (PH1) – 38:15 | S. Aho (M. Granlund, E. Lindell) (PH1) – 25:34 J. Jokinen (P. Laine) – 35:50 S. Aho (J. Koskiranta, M. Koivu) (PH1) – 38:15 | 0:1 1:1 2:1 3:1 | 02:52 – S. Širokov (I. Tělegin, A. Marčenko) | Rozhodčí: Martin Fraňo Jozef Kubuš Čároví: Fraser McIntyre Judson Ritter |
| 10 min | 10 min | Tresty          | 8 min                                        | Rozhodčí: Martin Fraňo Jozef Kubuš Čároví: Fraser McIntyre Judson Ritter |
| 16 | 16 | Střely          | 29                                           | Rozhodčí: Martin Fraňo Jozef Kubuš Čároví: Fraser McIntyre Judson Ritter |

| 21. května 2016 19:15 | Kanada | 4 : 3 (2:0, 1:3, 1:0) | USA | VTB Ice Palace, Moskva Návštěvnost: 10 445 |  |

| Zpráva | |                             | |                                                                                 |
| Cam Talbot | Cam Talbot | Brankáři                    | Keith Kinkaid | Rozhodčí: Roman Gofman Tobias Wehrli Čároví: Miroslav Lhotský Alexandr Otmachov |
| B. Gallagher (B. Jenner, S. Reinhart) – 08:59 B. Marchand (C. Ceci) – 18:02 D. Brassard (R. O'Reilly, C. Perry) (PH1) – 35:30 R. Ellis (R. Murray, C. McDavid) – 41:34 | B. Gallagher (B. Jenner, S. Reinhart) – 08:59 B. Marchand (C. Ceci) – 18:02 D. Brassard (R. O'Reilly, C. Perry) (PH1) – 35:30 R. Ellis (R. Murray, C. McDavid) – 41:34 | 1:0 2:0 2:1 2:2 2:3 3:3 4:3 | 21:14 – A. Matthews (Ch. Wideman, D. Larkin) (PH1) 23:57 – D. Warsofsky (B. Nelson, H. Fasching) 28:25 – T. Motte (D. Larkin, J. T. Compher) | Rozhodčí: Roman Gofman Tobias Wehrli Čároví: Miroslav Lhotský Alexandr Otmachov |
| 6 min | 6 min | Tresty                      | 14 min | Rozhodčí: Roman Gofman Tobias Wehrli Čároví: Miroslav Lhotský Alexandr Otmachov |
| 27 | 27 | Střely                      | 33 | Rozhodčí: Roman Gofman Tobias Wehrli Čároví: Miroslav Lhotský Alexandr Otmachov |

### Zápas o 3. místo
| 22. května 2016 15:15 | Rusko | 7 : 2 (2:0, 3:1, 2:1) | USA | VTB Ice Palace, Moskva Návštěvnost: 12 043 |  |

| Zpráva | |                                     |                                                                                      |                                                                              |
| Sergej Bobrovskij | Sergej Bobrovskij | Brankáři                            | Keith Kinkaid (od 41. min. Mike Condon)                                              | Rozhodčí: Tobias Björk Martin Fraňo Čároví: Miroslav Lhotský Henrik Pihlblad |
| S. Vojnov (S. Kalinin, S. Širokov) – 06:23 S. Mozjakin (P. Dacjuk, D. Orlov) (PH1) – 13:41 I. Tělegin (P. Dacjuk, S. Mozjakin) – 29:36 J. Dadonov (A. Panarin, V. Šipačov) – 32:49 A. Panarin (A. Bělov, M. Čudinov) – 35:22 S. Mozjakin (P. Dacjuk) – 53:13 V. Šipačov (J. Dadonov, A. Panarin) (PH1) – 59:53 | S. Vojnov (S. Kalinin, S. Širokov) – 06:23 S. Mozjakin (P. Dacjuk, D. Orlov) (PH1) – 13:41 I. Tělegin (P. Dacjuk, S. Mozjakin) – 29:36 J. Dadonov (A. Panarin, V. Šipačov) – 32:49 A. Panarin (A. Bělov, M. Čudinov) – 35:22 S. Mozjakin (P. Dacjuk) – 53:13 V. Šipačov (J. Dadonov, A. Panarin) (PH1) – 59:53 | 1:0 2:0 3:0 4:0 4:1 5:1 5:2 6:2 7:2 | 34:29 – F. Vatrano (D. Warsofsky, B. Nelson) (PH1) 43:42 – F. Vatrano (D. Warsofsky) | Rozhodčí: Tobias Björk Martin Fraňo Čároví: Miroslav Lhotský Henrik Pihlblad |
| 10 min | 10 min | Tresty                              | 8 min                                                                                | Rozhodčí: Tobias Björk Martin Fraňo Čároví: Miroslav Lhotský Henrik Pihlblad |
| 29 | 29 | Střely                              | 30                                                                                   | Rozhodčí: Tobias Björk Martin Fraňo Čároví: Miroslav Lhotský Henrik Pihlblad |

### Finále
| 22. května 2016 19:45 | Finsko | 0 : 2 (0:1, 0:0, 0:1) | Kanada | VTB Ice Palace, Moskva Návštěvnost: 11 509 |  |

| Zpráva         |                |          |                                                                       |                                                                           |
| Mikko Koskinen | Mikko Koskinen | Brankáři | Cam Talbot                                                            | Rozhodčí: Roman Gofman Tobias Wehrli Čároví: Gleb Lazarev Fraser McIntyre |
|                |                | 0:1 0:2  | 11:24 – C. McDavid (M. Duchene) 59:59 – M. Duchene (B. Marchand) (PB) | Rozhodčí: Roman Gofman Tobias Wehrli Čároví: Gleb Lazarev Fraser McIntyre |
| 6 min          | 6 min          | Tresty   | 8 min                                                                 | Rozhodčí: Roman Gofman Tobias Wehrli Čároví: Gleb Lazarev Fraser McIntyre |
| 16             | 16             | Střely   | 33                                                                    | Rozhodčí: Roman Gofman Tobias Wehrli Čároví: Gleb Lazarev Fraser McIntyre |

## Konečné pořadí
| Poř.             | Tým        | Z  | V | VP | PP | P | GV | GI | +/- | B  | Soupiska | Konečný výsledek                                  |
| ---------------- | ---------- | -- | - | -- | -- | - | -- | -- | --- | -- | -------- | ------------------------------------------------- |
| Zlatá medaile    | Kanada     | 10 | 9 | 0  | 0  | 1 | 46 | 11 | +35 | 27 | Soupiska | Šampioni                                          |
| Stříbrná medaile | Finsko     | 10 | 9 | 0  | 0  | 1 | 37 | 10 | +27 | 27 | Soupiska | Finalisté                                         |
| Bronzová medaile | Rusko      | 10 | 8 | 0  | 0  | 2 | 44 | 16 | +28 | 24 | Soupiska | Třetí místo                                       |
| 4.               | USA        | 10 | 3 | 1  | 1  | 5 | 29 | 30 | −1  | 12 | Soupiska | Čtvrté místo                                      |
|                  |            |    |   |    |    |   |    |    |     |    |          |                                                   |
| 5.               | Česko      | 8  | 5 | 1  | 2  | 0 | 28 | 14 | +14 | 19 | Soupiska | Vyřazeni ve čtvrtfinále                           |
| 6.               | Švédsko    | 8  | 3 | 2  | 0  | 3 | 23 | 24 | −1  | 13 | Soupiska | Vyřazeni ve čtvrtfinále                           |
| 7.               | Německo    | 8  | 4 | 0  | 1  | 3 | 23 | 24 | −1  | 13 | Soupiska | Vyřazeni ve čtvrtfinále                           |
| 8.               | Dánsko     | 8  | 2 | 2  | 1  | 3 | 18 | 27 | −9  | 11 | Soupiska | Vyřazeni ve čtvrtfinále                           |
|                  |            |    |   |    |    |   |    |    |     |    |          |                                                   |
| 9.               | Slovensko  | 7  | 2 | 1  | 0  | 4 | 15 | 23 | −8  | 8  | Soupiska | Vyřazeni ve skupinách                             |
| 10.              | Norsko     | 7  | 2 | 1  | 0  | 4 | 13 | 22 | −9  | 8  | Soupiska | Vyřazeni ve skupinách                             |
| 11.              | Švýcarsko  | 7  | 1 | 1  | 3  | 2 | 20 | 26 | −6  | 8  | Soupiska | Vyřazeni ve skupinách                             |
| 12.              | Bělorusko  | 7  | 2 | 0  | 0  | 5 | 16 | 32 | −16 | 6  | Soupiska | Vyřazeni ve skupinách                             |
| 13.              | Lotyšsko   | 7  | 1 | 0  | 3  | 3 | 13 | 22 | −9  | 6  | Soupiska | Vyřazeni ve skupinách                             |
| 14.              | Francie    | 7  | 1 | 1  | 0  | 5 | 11 | 23 | −12 | 5  | Soupiska | Vyřazeni ve skupinách                             |
|                  |            |    |   |    |    |   |    |    |     |    |          |                                                   |
| 15.              | Maďarsko   | 7  | 1 | 0  | 0  | 6 | 12 | 31 | −19 | 3  | Soupiska | Mistrovství světa v ledním hokeji 2017 (Divize I) |
| 16.              | Kazachstán | 7  | 0 | 1  | 0  | 6 | 15 | 28 | −13 | 2  | Soupiska | Mistrovství světa v ledním hokeji 2017 (Divize I) |

| Sestupují do 1. divize pro rok 2017:                   | Maďarsko a Kazachstán |
| Postupují z 1. divize do turnaje MS Elit pro rok 2017: | Slovinsko a Itálie    |

## Hráčské statistiky a hodnocení hráčů

### Nejlepší hráči podle direktoriátu IIHF
| Pozice  | Hráč           |
| ------- | -------------- |
| Brankář | Mikko Koskinen |
| Obránce | Mike Matheson  |
| Útočník | Patrik Laine   |

Reference: IIHF.com

### All Stars
| Pozice              | Hráč            |
| ------------------- | --------------- |
| Nejužitečnější hráč | Patrik Laine    |
| Brankář             | Mikko Koskinen  |
| Levý obránce        | Nikita Zajcev   |
| Pravý obránce       | Mike Matheson   |
| Levé křídlo         | Patrik Laine    |
| Střední útočník     | Vadim Šipačov   |
| Pravé křídlo        | Mikael Granlund |

Reference: IIHF.com

### Kanadské bodování
Toto je pořadí hráčů podle dosažených bodů. Za jeden vstřelený gól nebo přihrávku na gól hráč získává jeden bod.
| Poř. | Hráč             | Záp. | G | A  | Body | +/− | PTM | Poz. |
| ---- | ---------------- | ---- | - | -- | ---- | --- | --- | ---- |
| 1.   | Vadim Šipačov    | 10   | 6 | 12 | 18   | +10 | 8   | ÚT   |
| 2.   | Artěmij Panarin  | 10   | 6 | 9  | 15   | +9  | 4   | ÚT   |
| 3.   | Jevgenij Dadonov | 10   | 6 | 7  | 13   | +10 | 6   | ÚT   |
| 4.   | Patrik Laine     | 10   | 7 | 5  | 12   | +4  | 4   | ÚT   |
| 5.   | Mikael Granlund  | 10   | 4 | 8  | 12   | +6  | 2   | ÚT   |
| 6.   | Derick Brassard  | 10   | 5 | 6  | 11   | +9  | 4   | ÚT   |
| 7.   | Pavel Dacjuk     | 10   | 1 | 10 | 11   | +6  | 0   | ÚT   |
| 8.   | Matt Duchene     | 10   | 5 | 5  | 10   | +10 | 2   | ÚT   |
| 9.   | Mikko Koivu      | 10   | 4 | 6  | 10   | +8  | 12  | ÚT   |
| 9.   | Mark Stone       | 10   | 4 | 6  | 10   | +8  | 6   | ÚT   |

Záp. = Odehrané zápasy; G = Góly; A = Přihrávky na gól; Body = Body; +/− = Plus/Minus; PTM = Počet trestných minut; Poz. = Pozice

### Hodnocení brankářů
Pořadí nejlepších pěti brankářů podle úspěšnosti zásahů v procentech. Brankář musí mít odehráno minimálně 40% hrací doby za svůj tým.
| Poř. | Hráč              | Čas    | OG | POG  | SNB | Úsp%  | ČK |
| ---- | ----------------- | ------ | -- | ---- | --- | ----- | -- |
| 1.   | Dominik Furch     | 255:00 | 4  | 0,94 | 100 | 96,00 | 2  |
| 2.   | Mikko Koskinen    | 479:01 | 9  | 1,13 | 169 | 94,67 | 1  |
| 3.   | Cam Talbot        | 480:00 | 10 | 1,25 | 167 | 94,01 | 4  |
| 4.   | Sebastian Dahm    | 434:04 | 16 | 2,21 | 248 | 93,55 | 1  |
| 5.   | Sergej Bobrovskij | 520:51 | 15 | 1,73 | 218 | 93,12 | 1  |

Čas = Čas na ledě (minuty/sekundy); OG = Obdržené góly; POG = Průměr obdržených gólů na zápas; SNB = Počet střel na bránu; Úsp% = Procento úspěšných zásahů; ČK = Čistá konta